# Listă de persoane cu tulburare bipolară
Numeroase persoane de seamă au avut această formă de tulburare de dispoziție. Aceasta este o listă de persoane acompaniată de surse verificabile care îi asociază cu tulburarea bipolară (cunoscută anterior ca „depresie maniacală”) bazate pe declarațiile publice ale acestora; acest subiect este uneori pus în legătură cu subiectul mai larg creativitatea și bolile mentale. În cazul persoanelor decedate, indivizii cu diagnostic retrospectiv vor fi puși în listă doar dacă sunt acompaniați de surse care oglindesc puncte de vedere mainstream, academice. Indivizii nu trebuie adăugați în această listă cât timp tulburarea nu este menționată în mod regulat și obișnuit în sursele de încredere, acceptate pe larg.

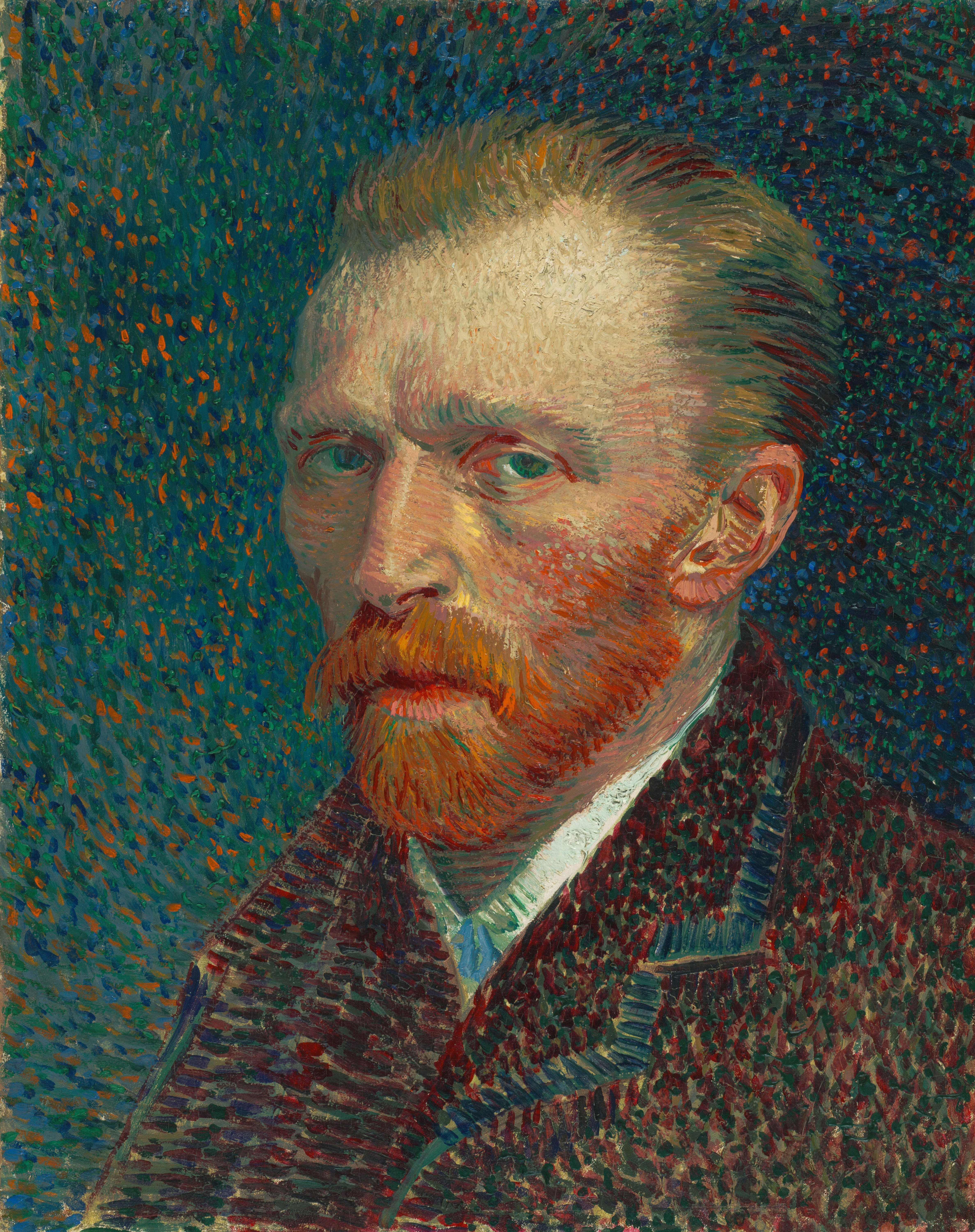
Vincent Van Gogh, pictor

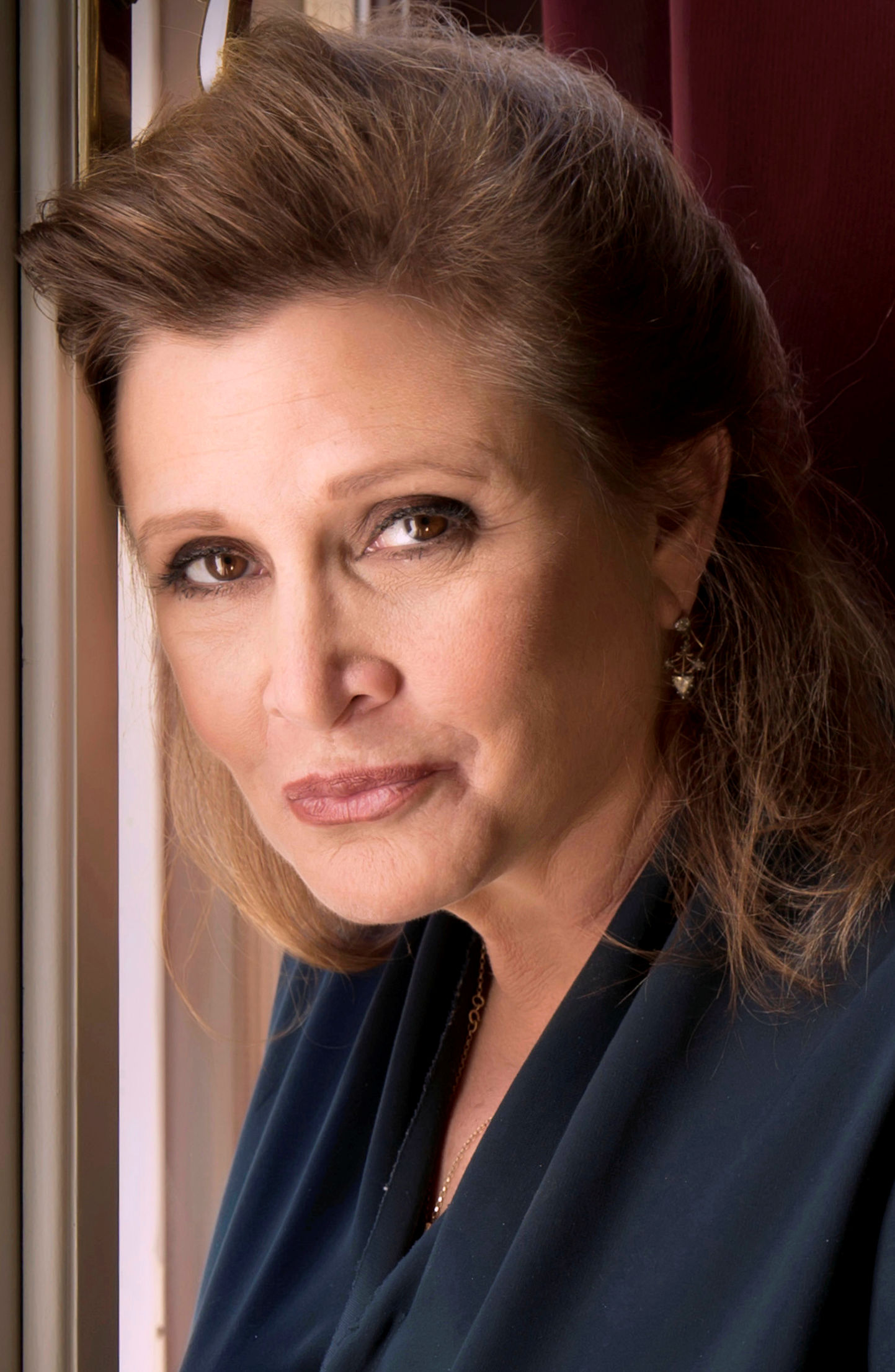
Carrie Fisher, actriță și scriitoare

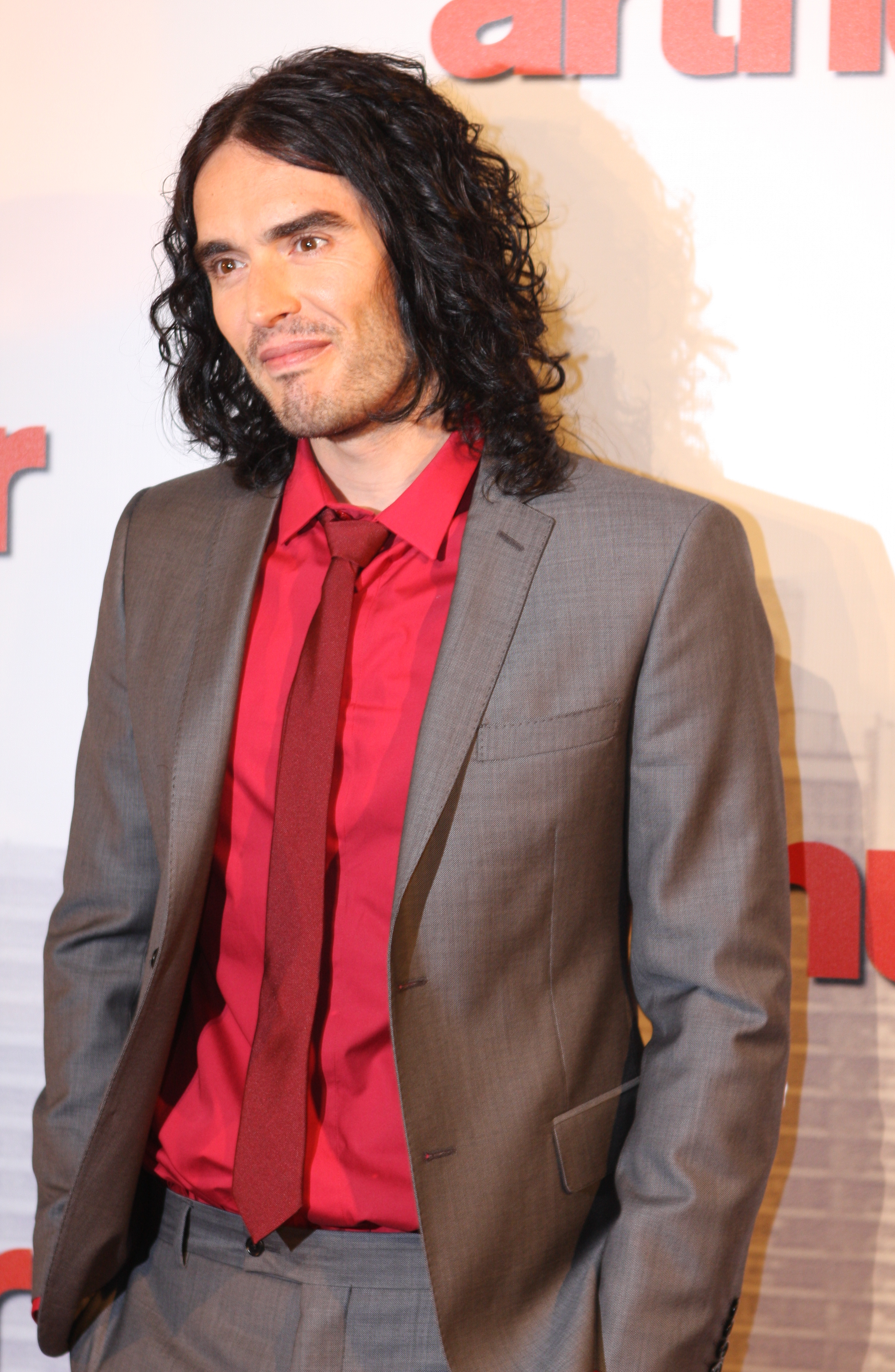
Russell Brand, comediant

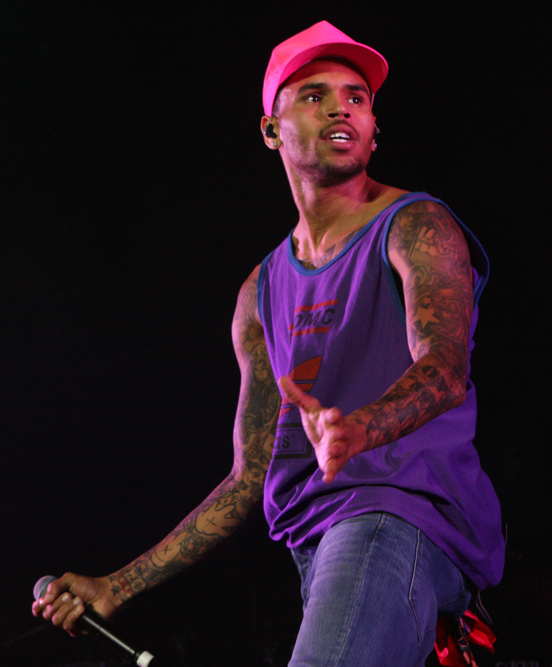
Chris Brown, muzician

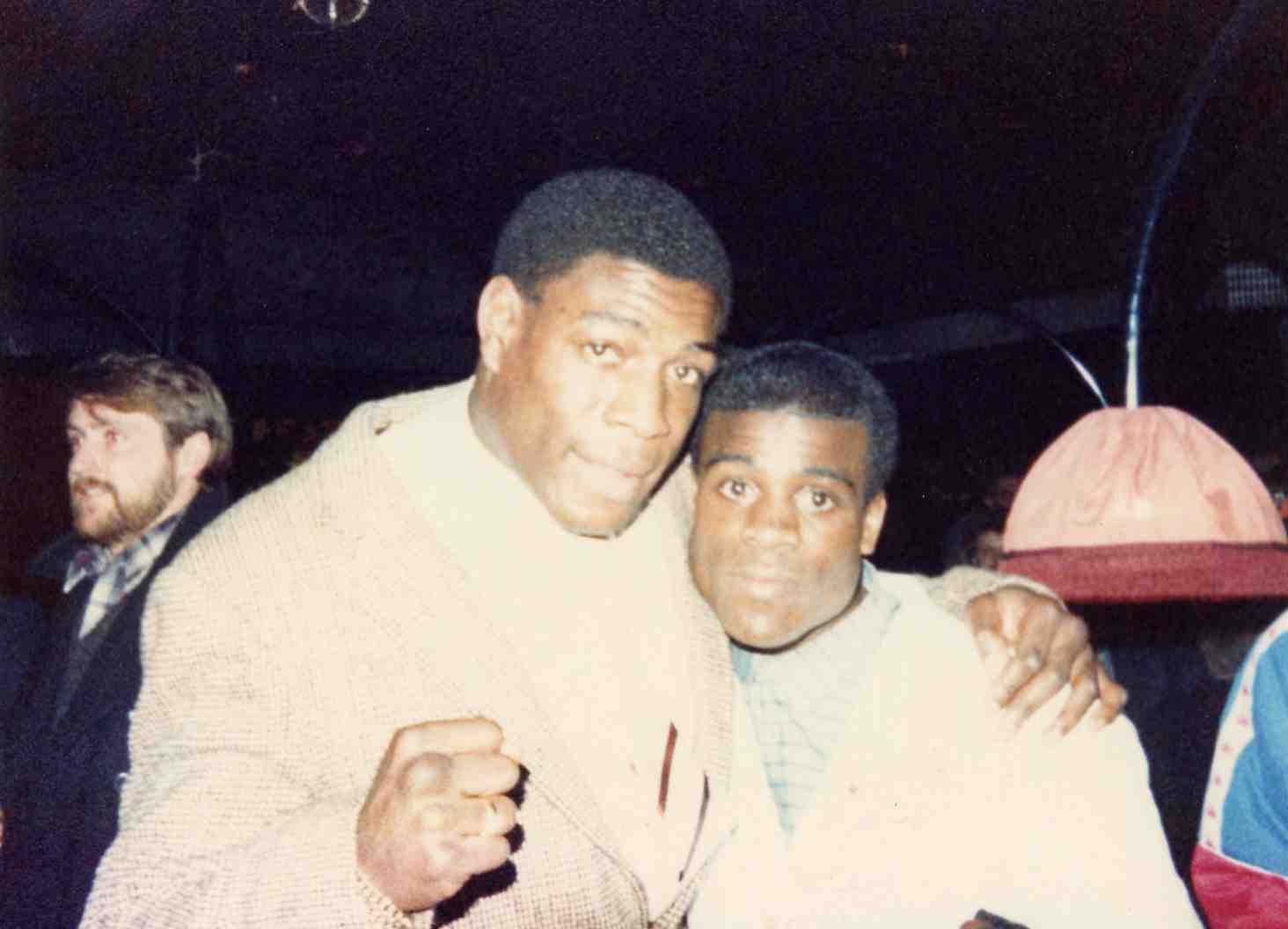
Frank Bruno, boxer

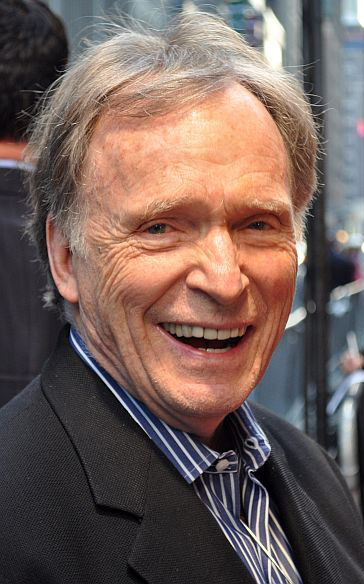
Dick Cavett, comediant

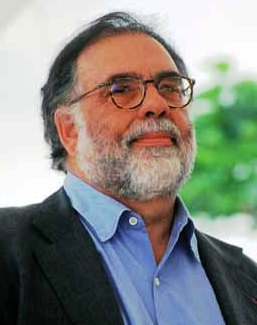
Francis Ford Coppola, regizor

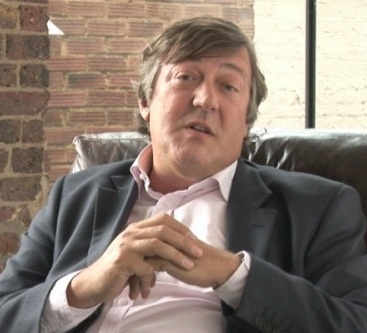
Stephen Fry, actor

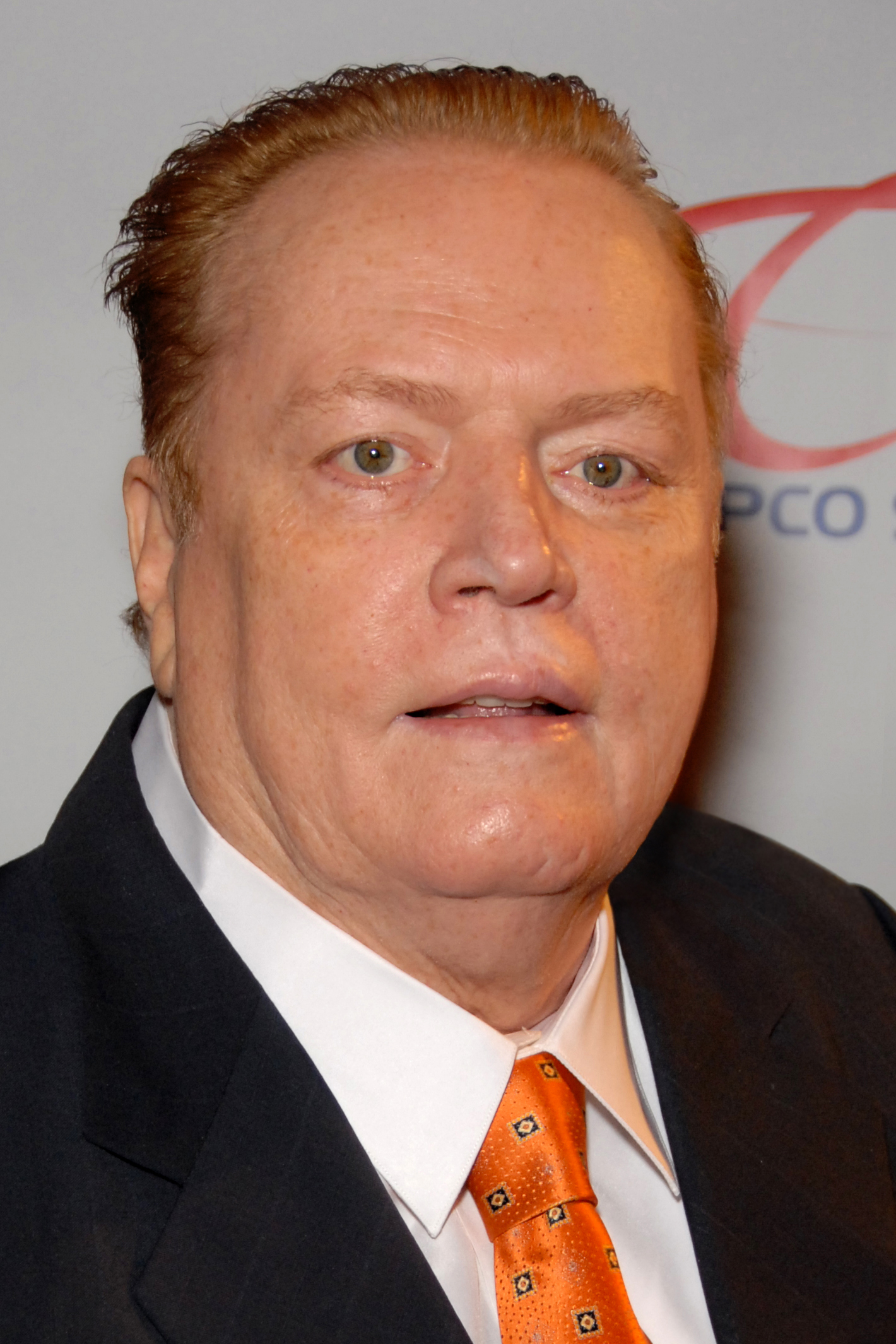
Larry Flynt, publicist

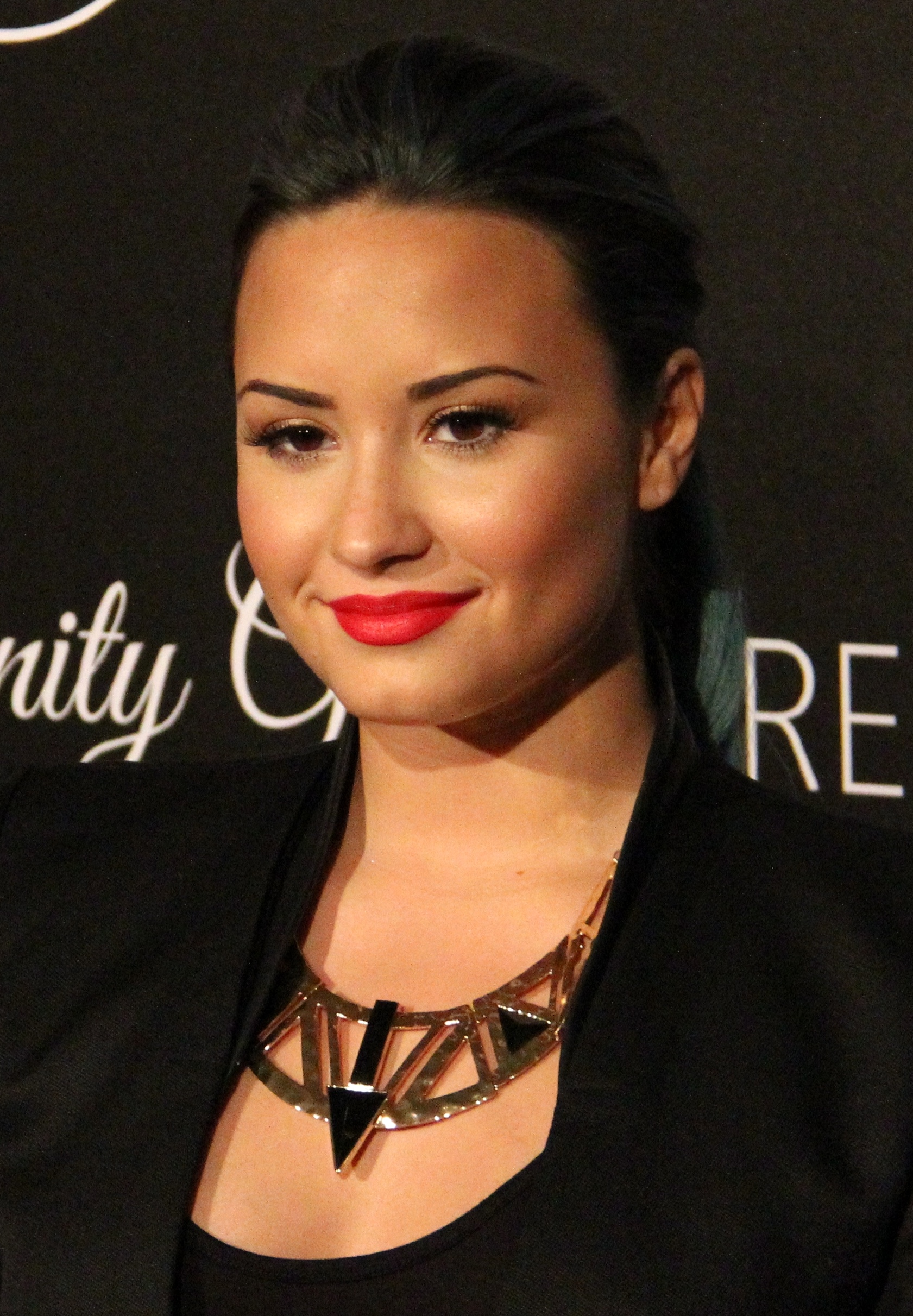
Demi Lovato, cântăreț

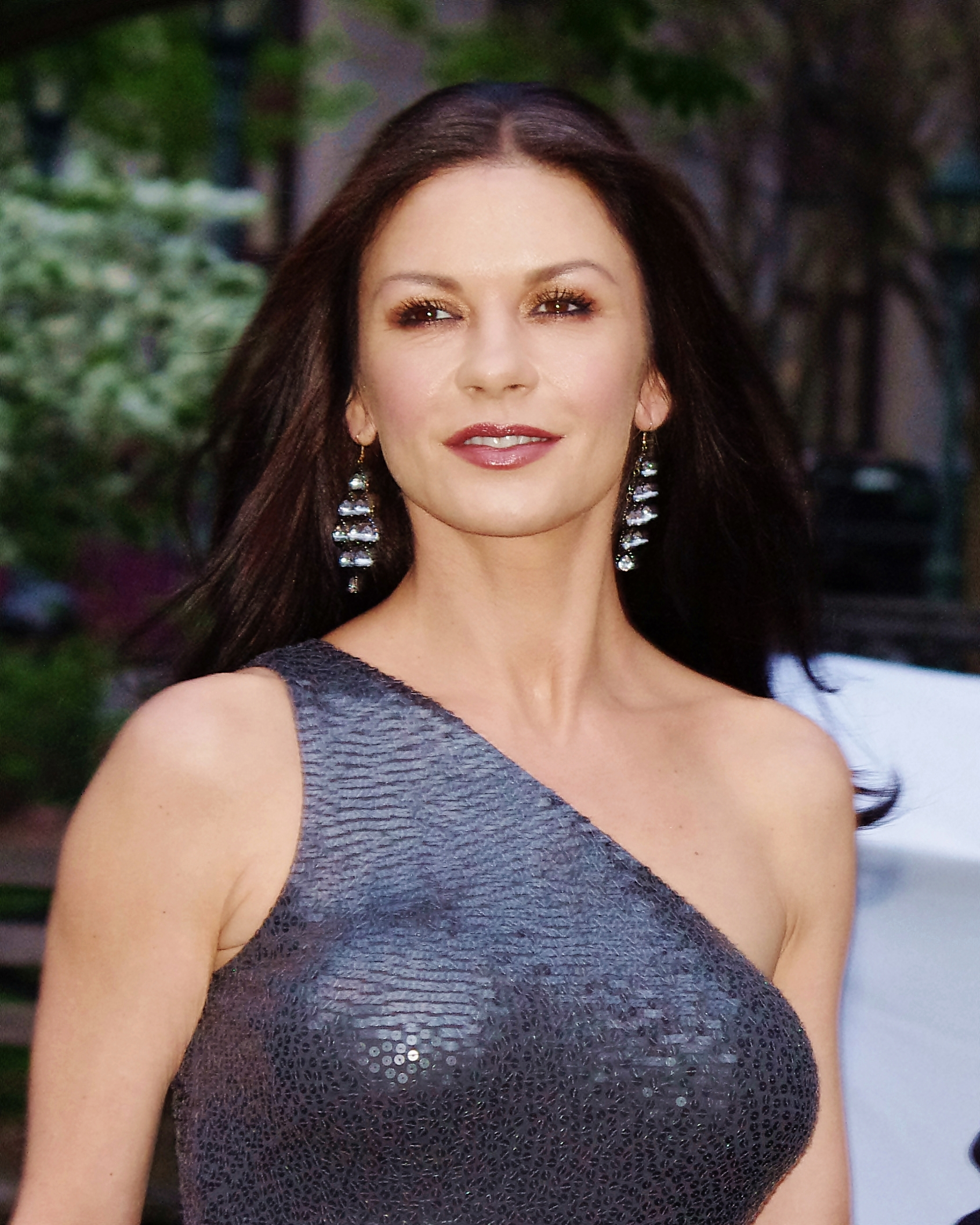
Catherine Zeta-Jones, actriță

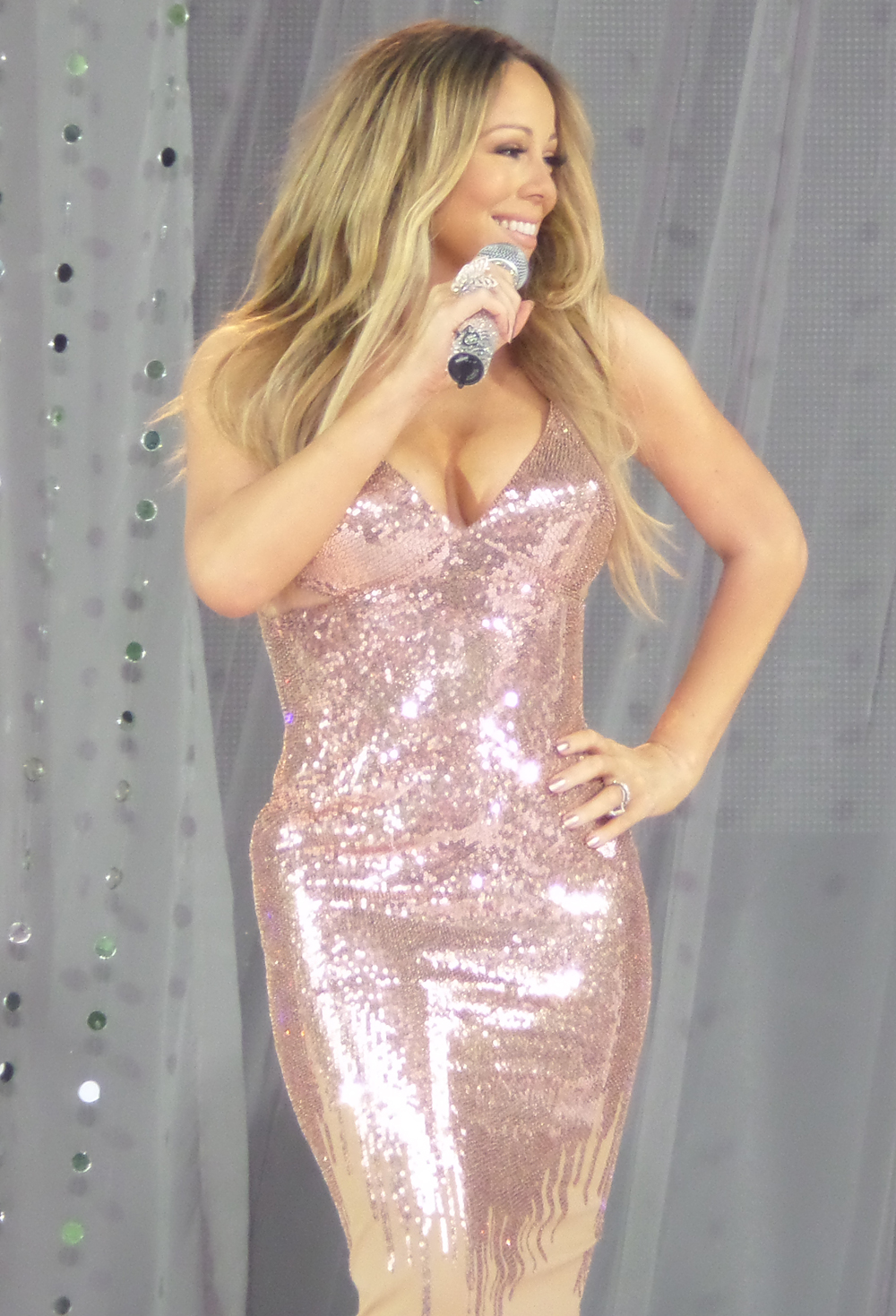
Mariah Carey, cântăreață

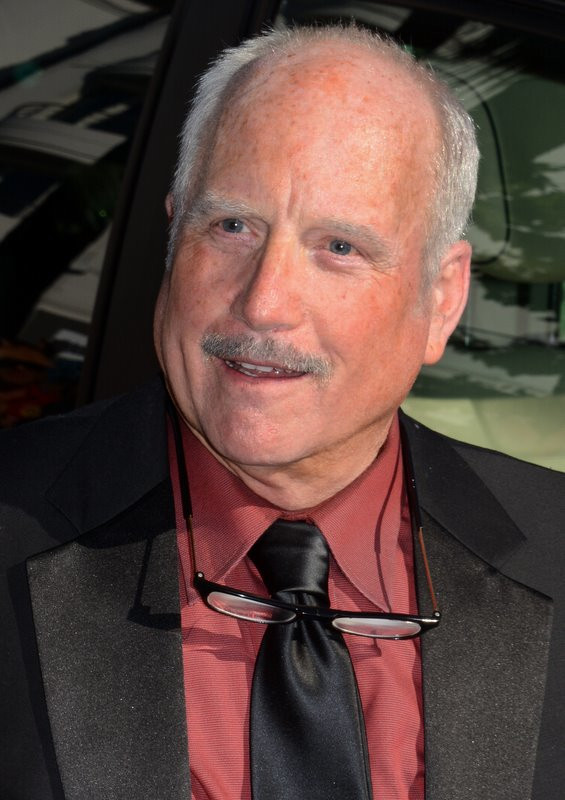
Richard Dreyfuss, actor

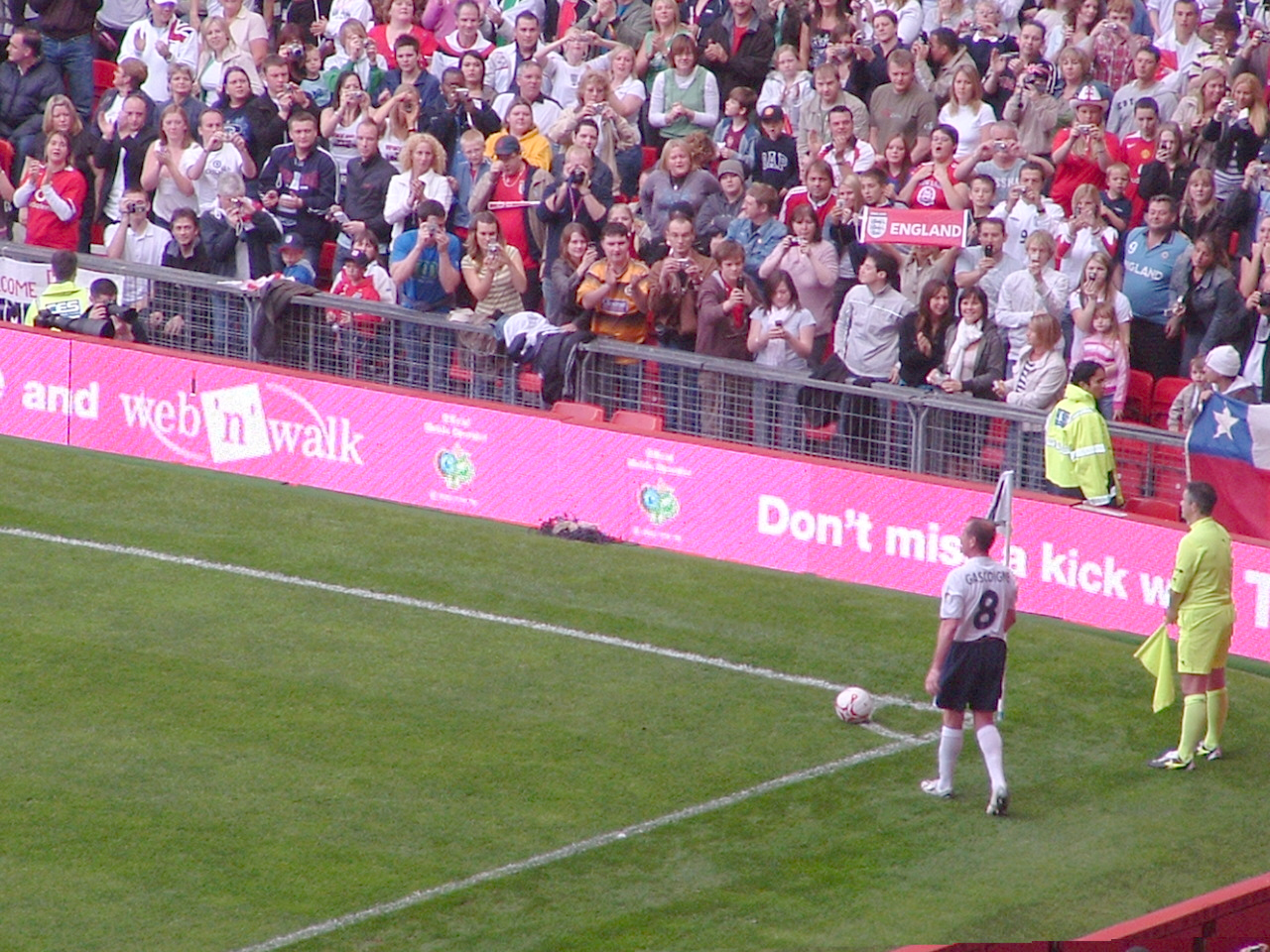
Paul Gascoigne, fotbalist

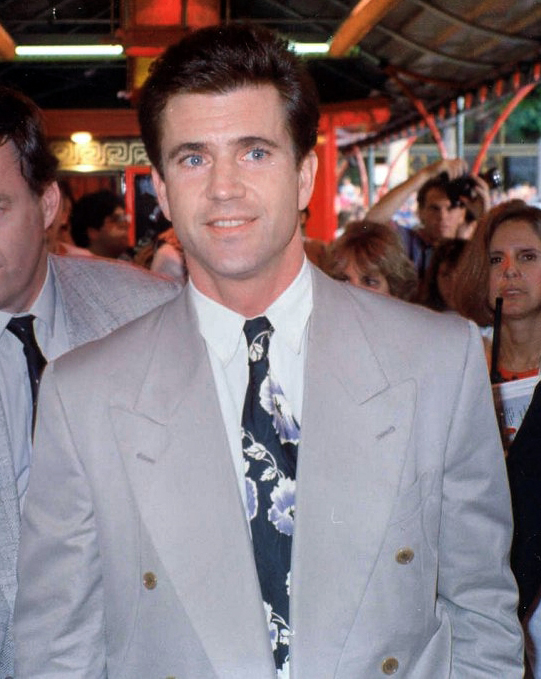
Mel Gibson, actor

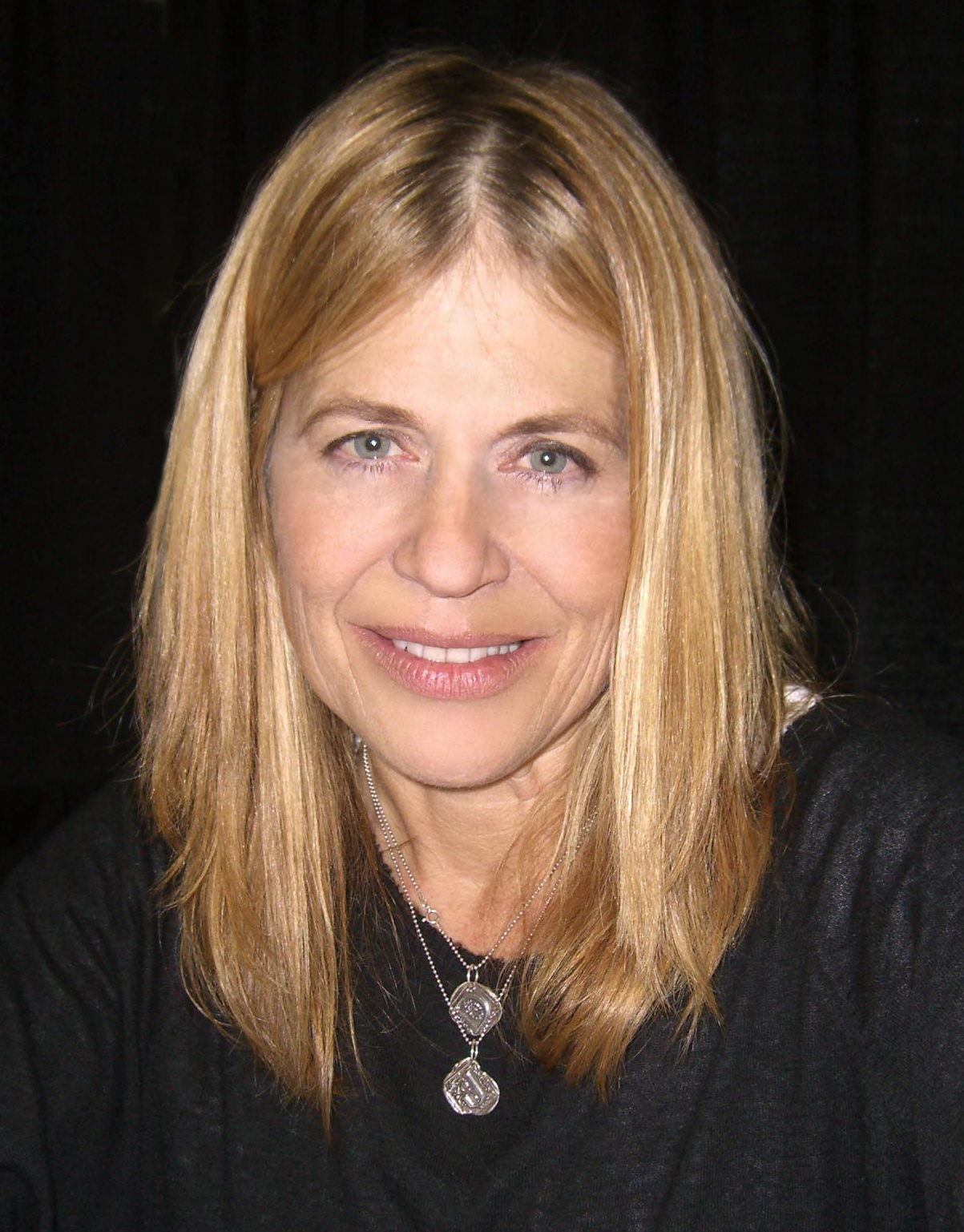
Linda Hamilton, actriță

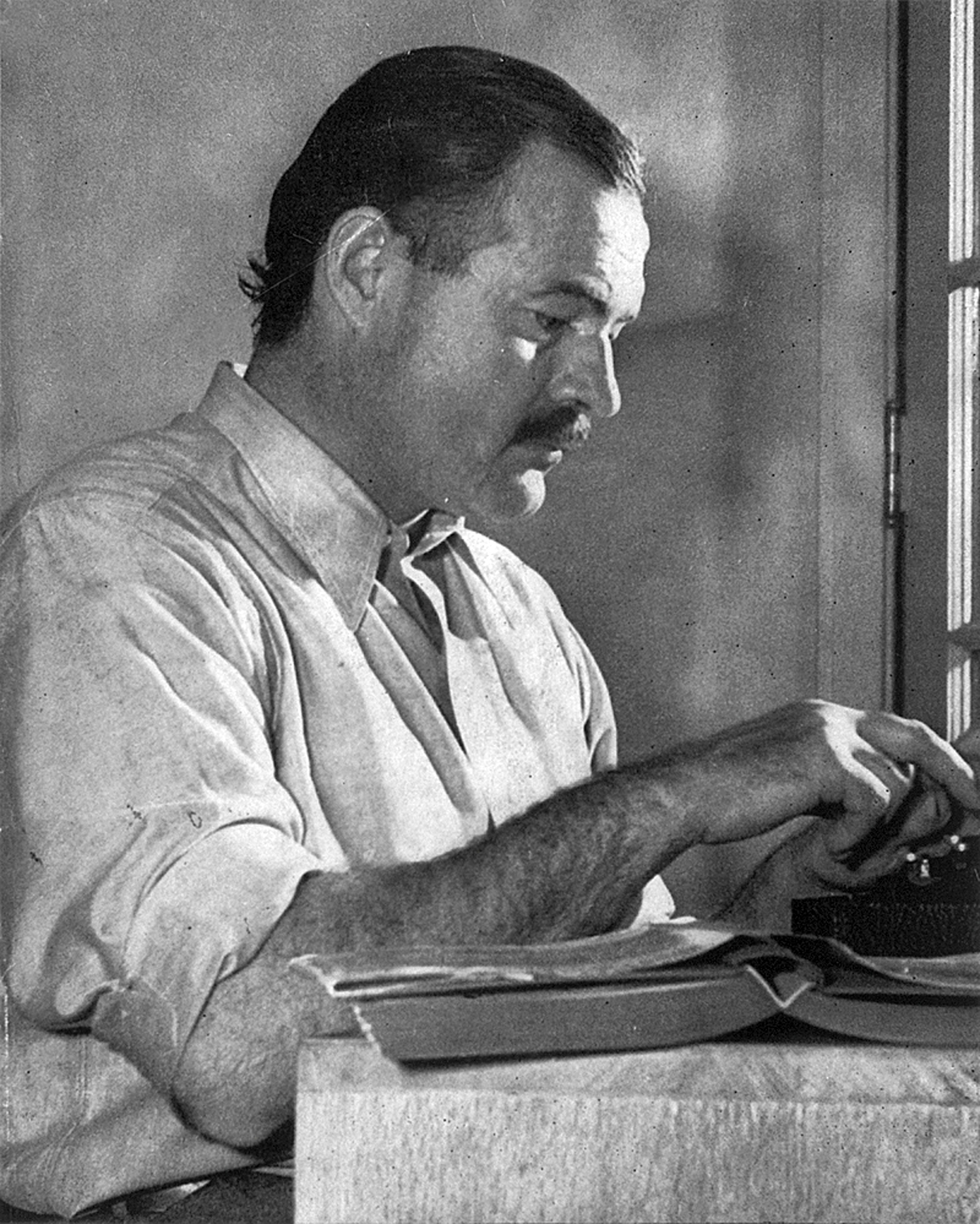
Ernest Hemingway, scriitor

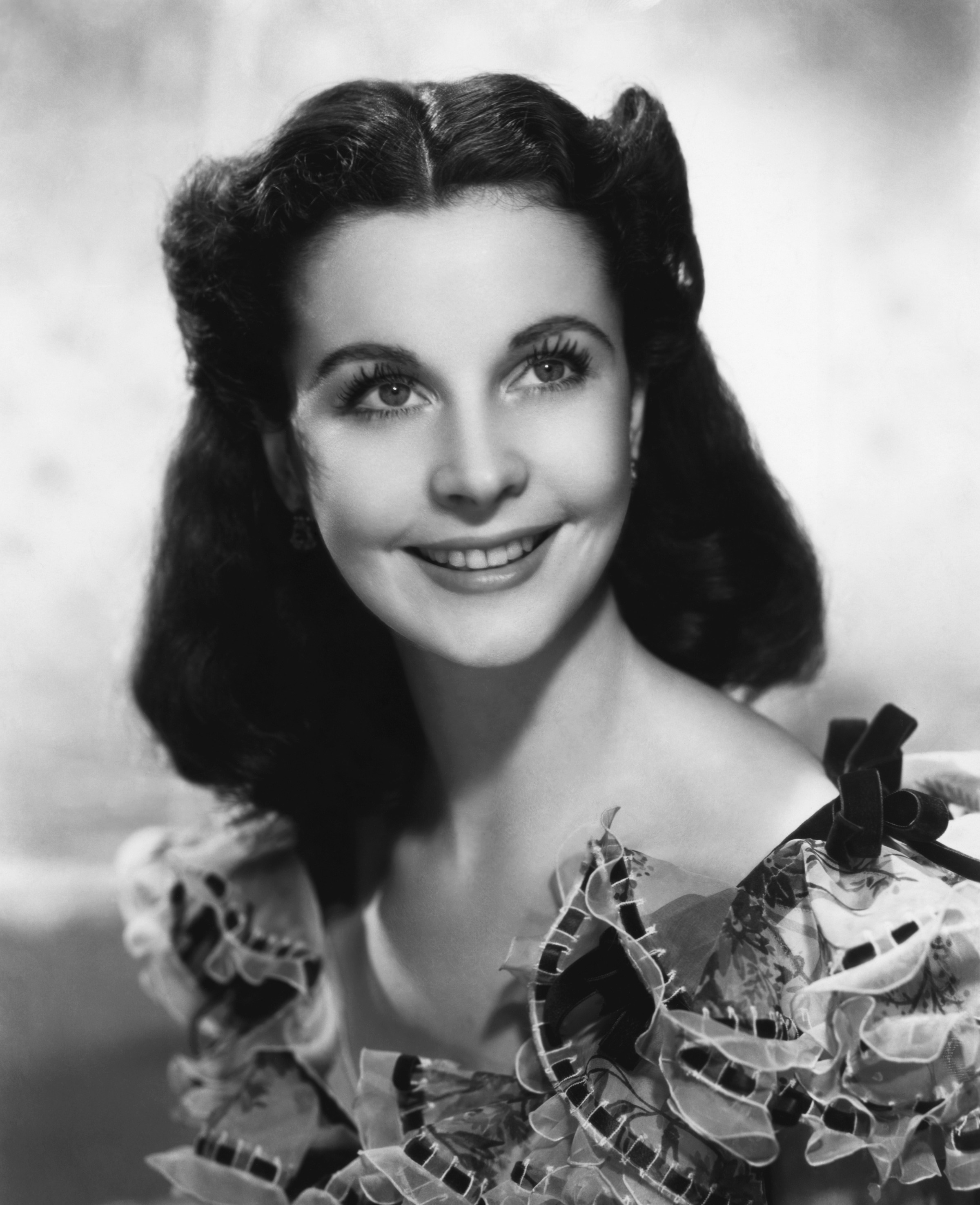
Vivien Leigh, actriță

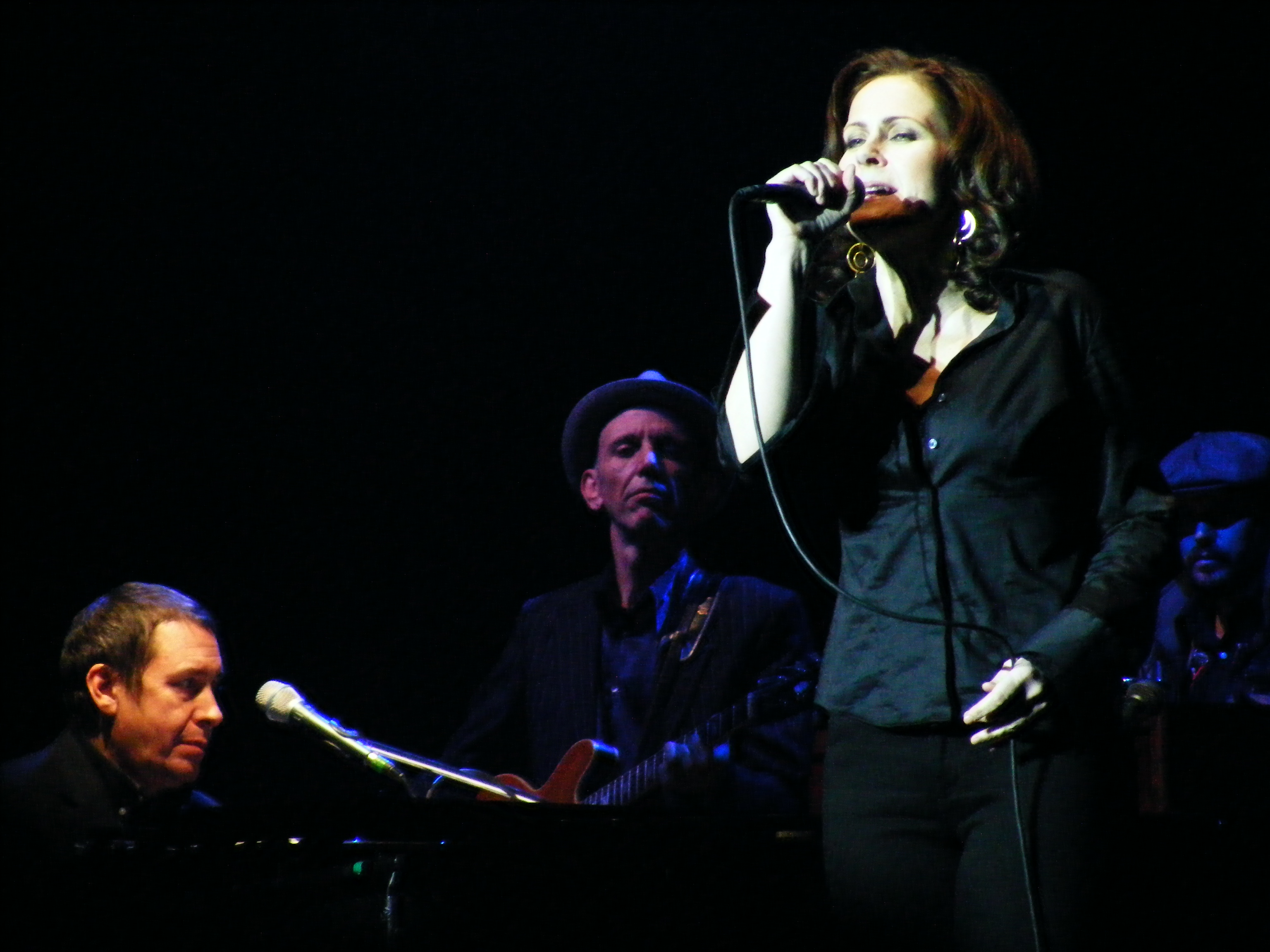
Alison Moyet, muzician

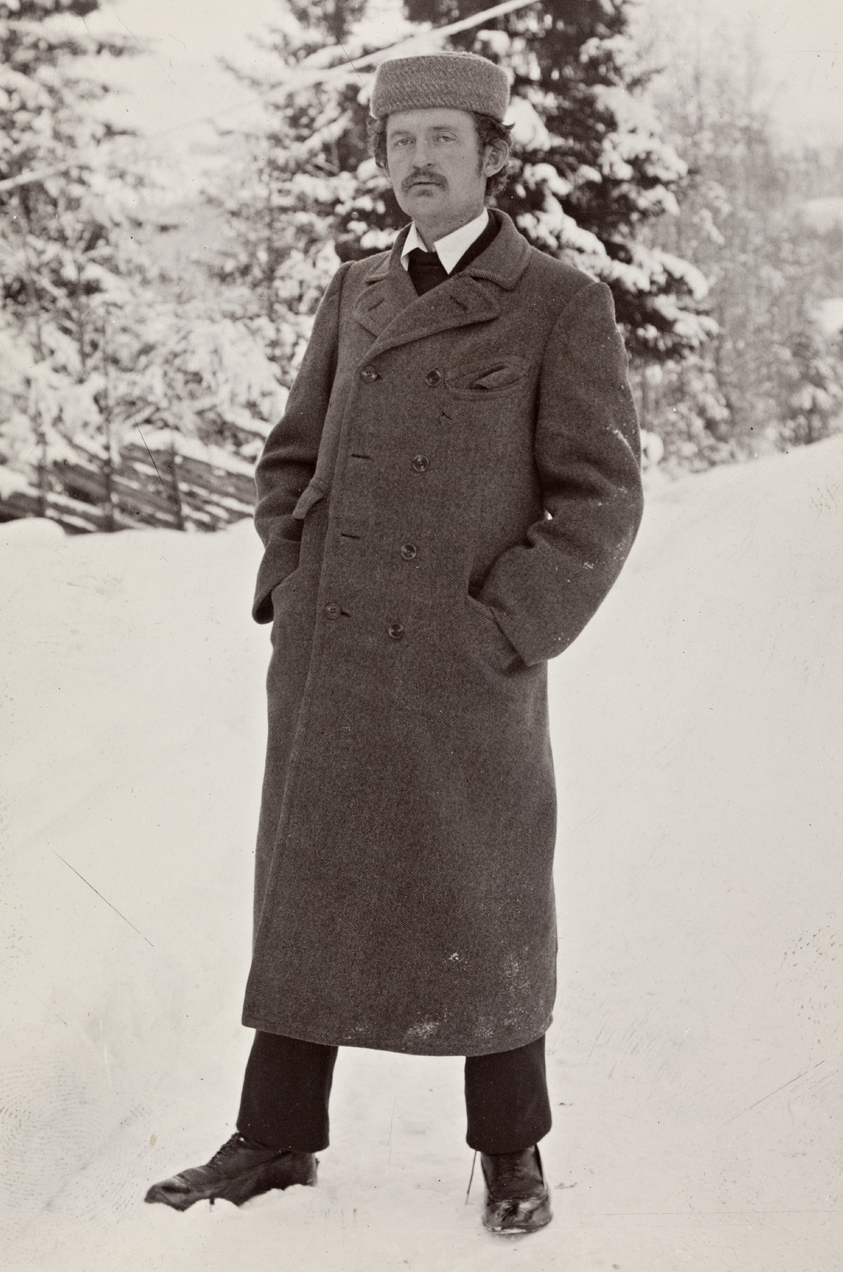
Edvard Munch, pictor

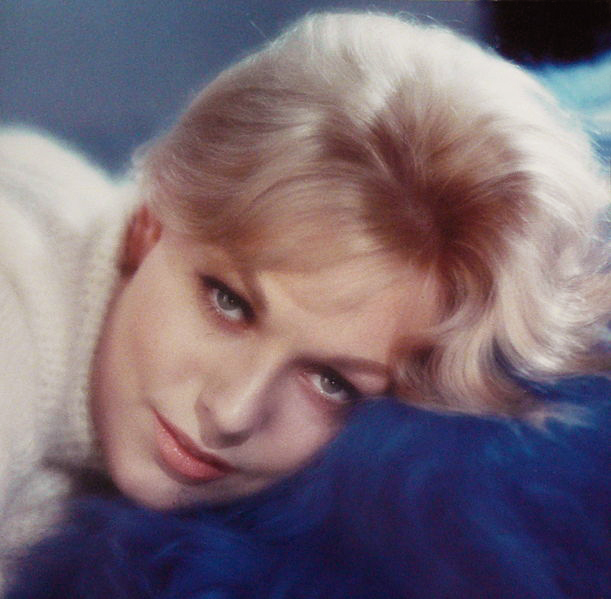
Kim Novak, actriță

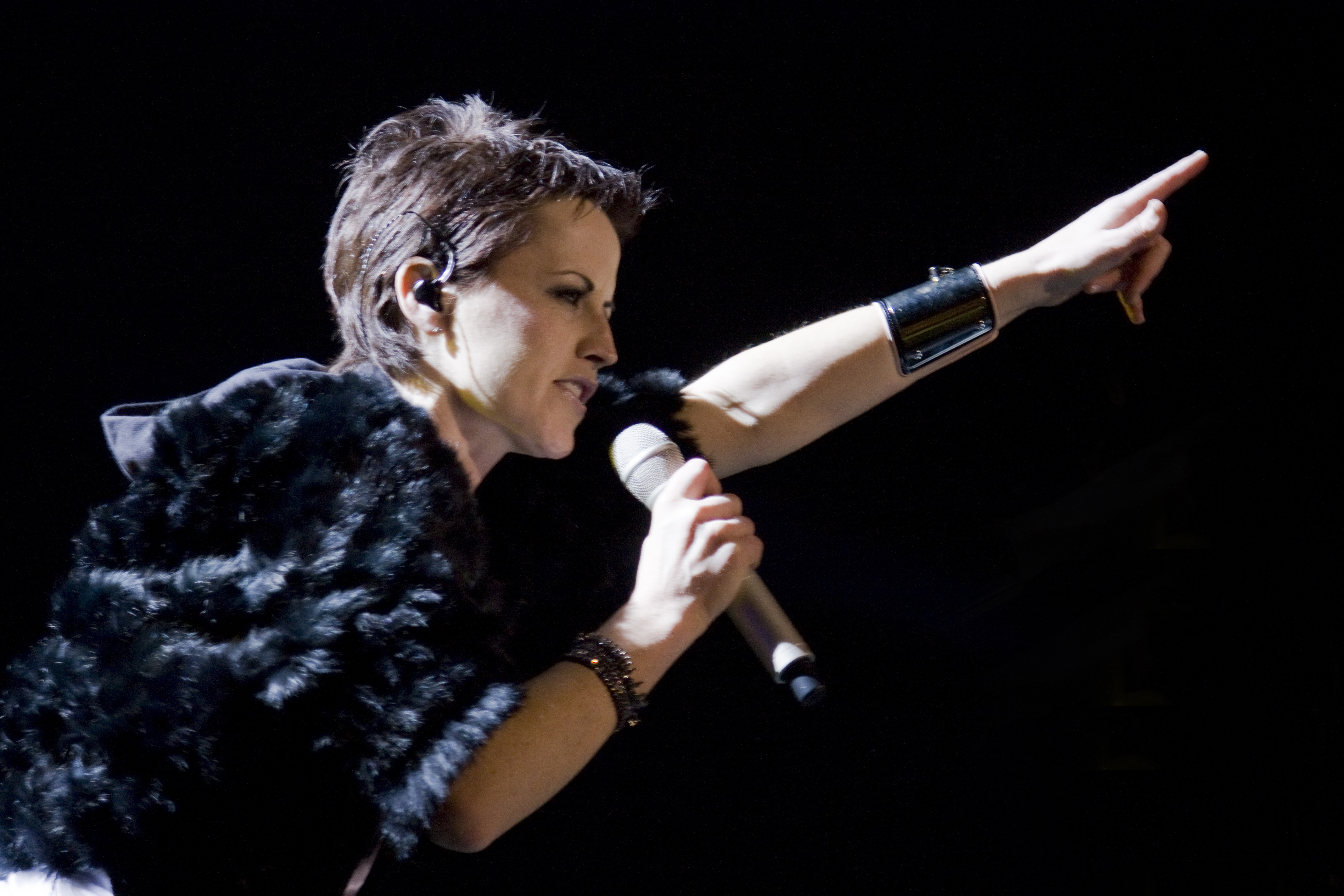
Dolores O'Riordan, muzician

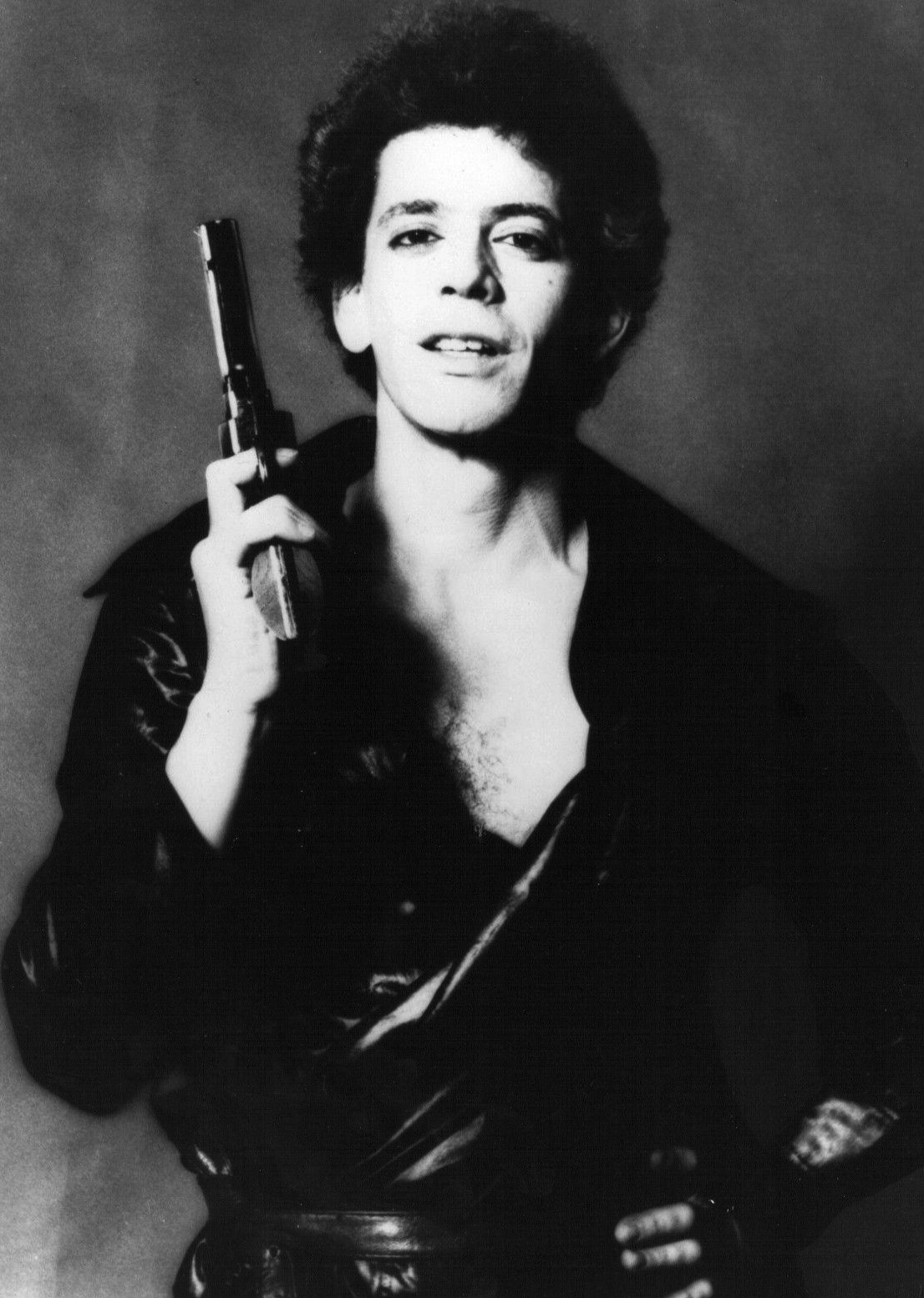
Lou Reed, muzician

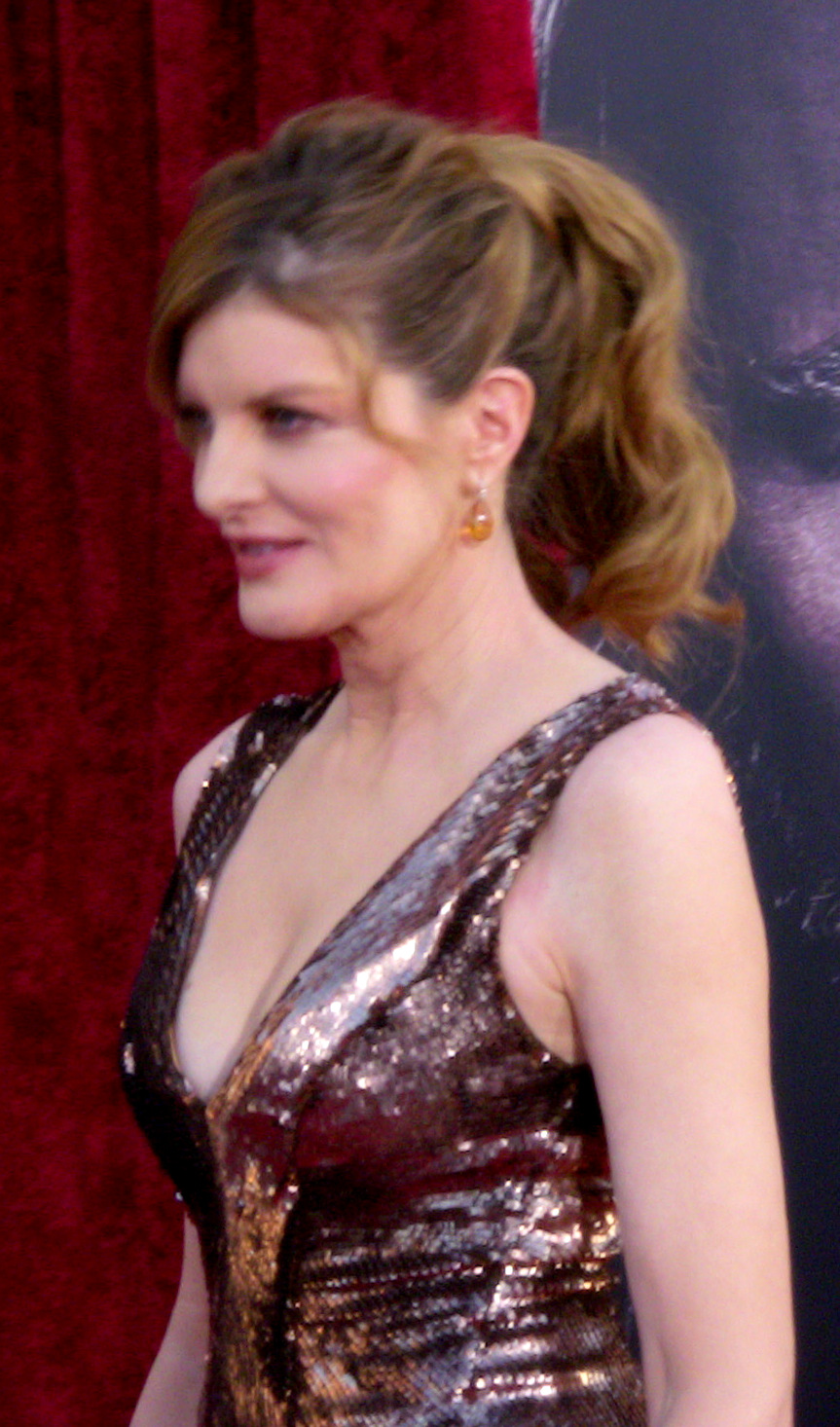
Rene Russo, actriță

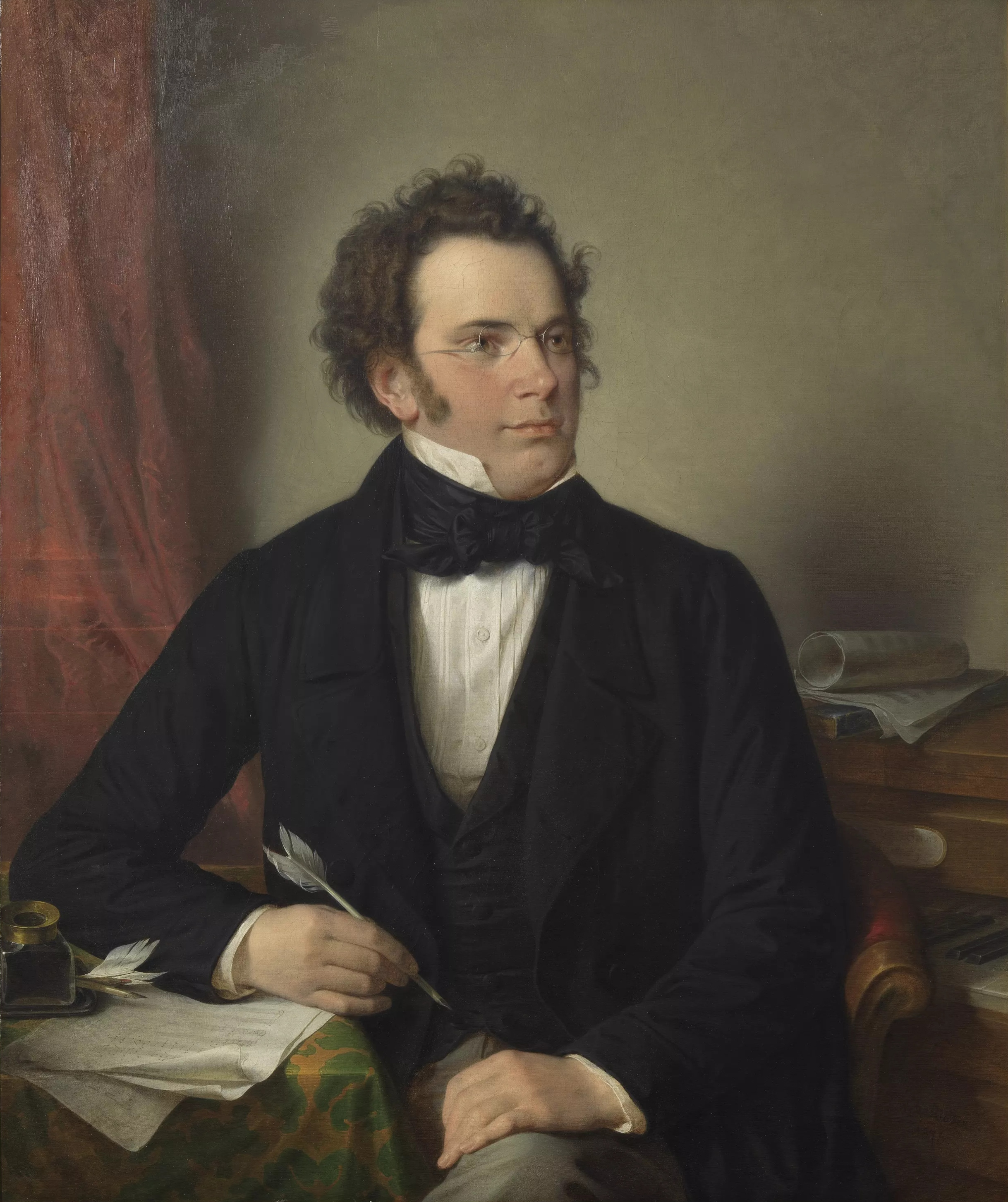
Franz Schubert, compozitor

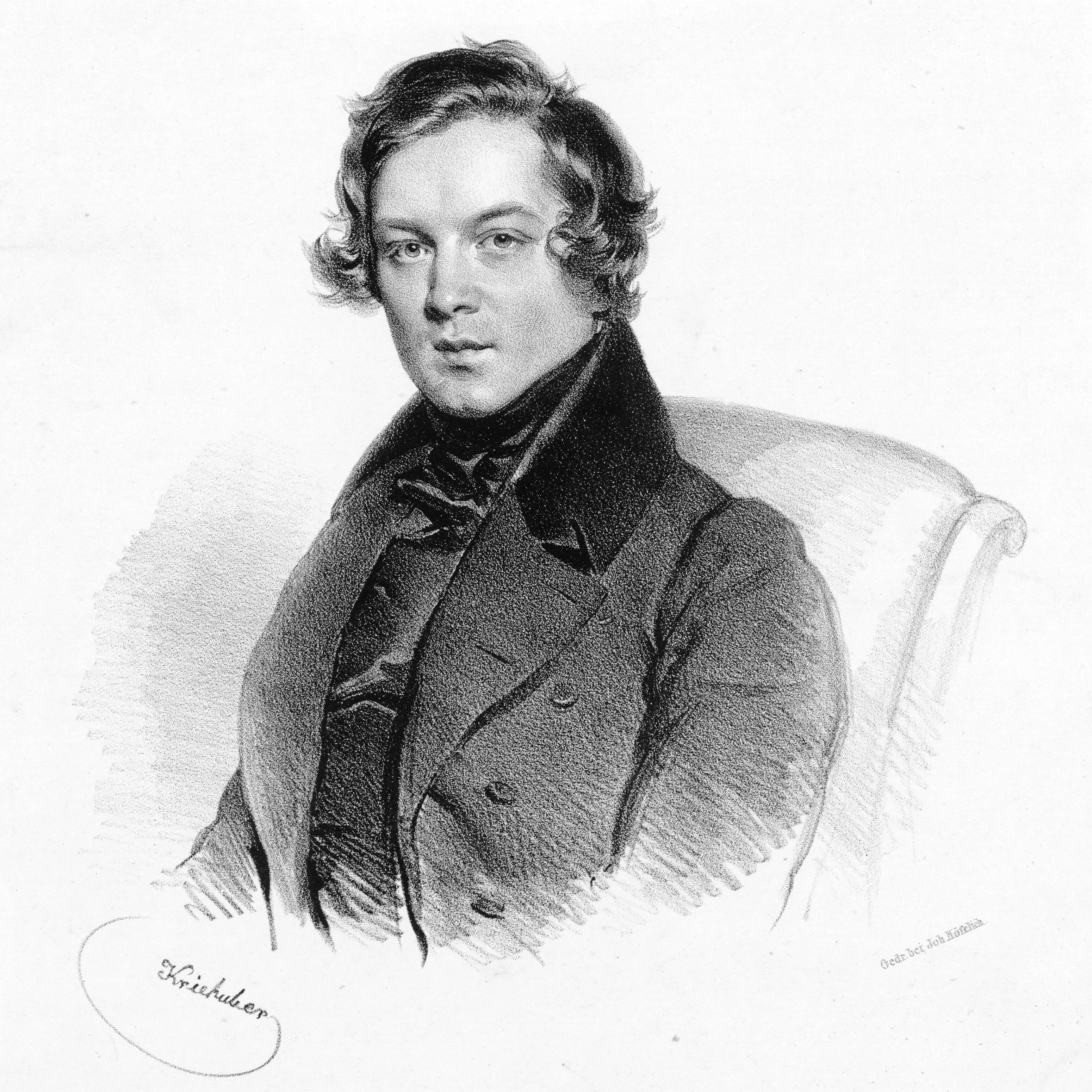
Robert Schumann, compozitor

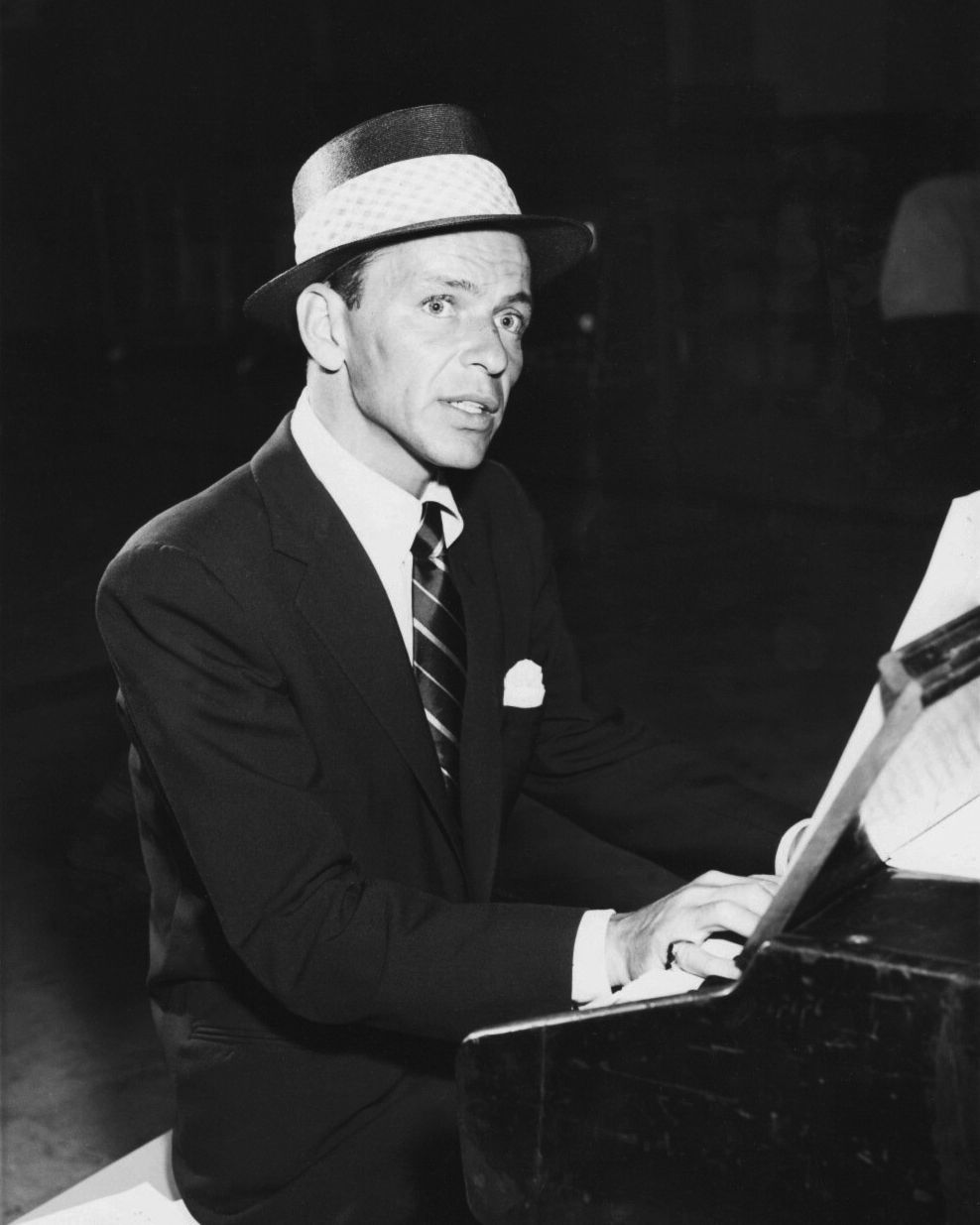
Frank Sinatra, cântăreț

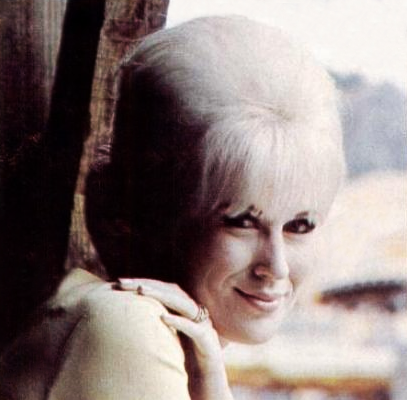
Dusty Springfield, cântăreață

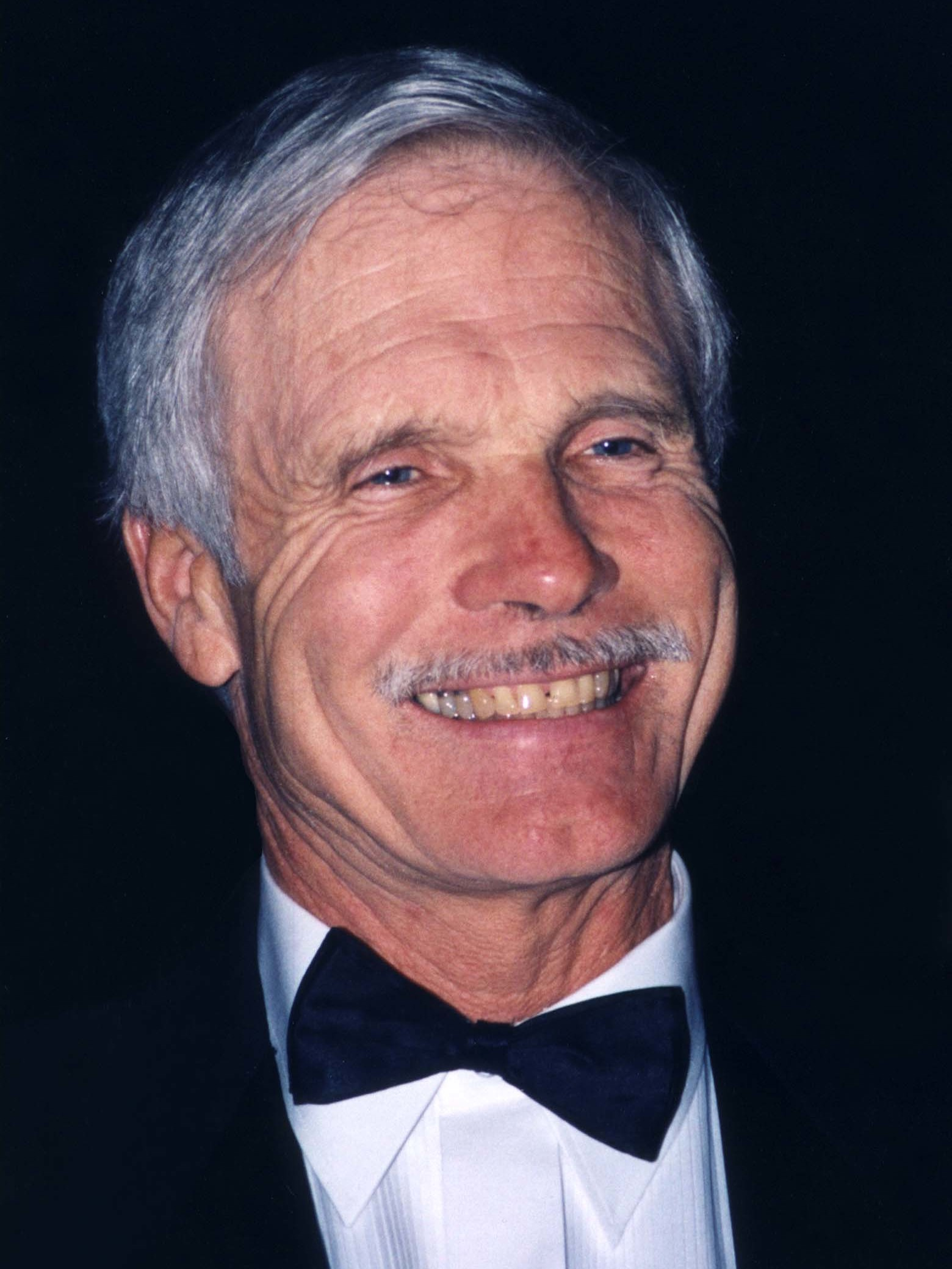
Ted Turner, om de afaceri

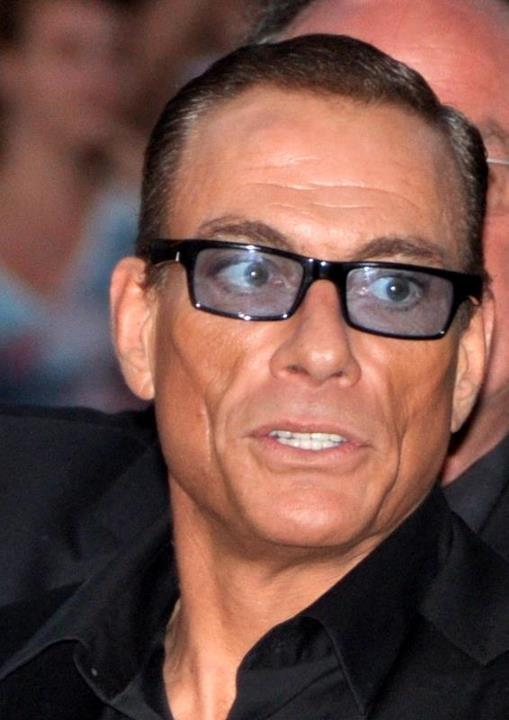
Jean-Claude Van Damme, actor

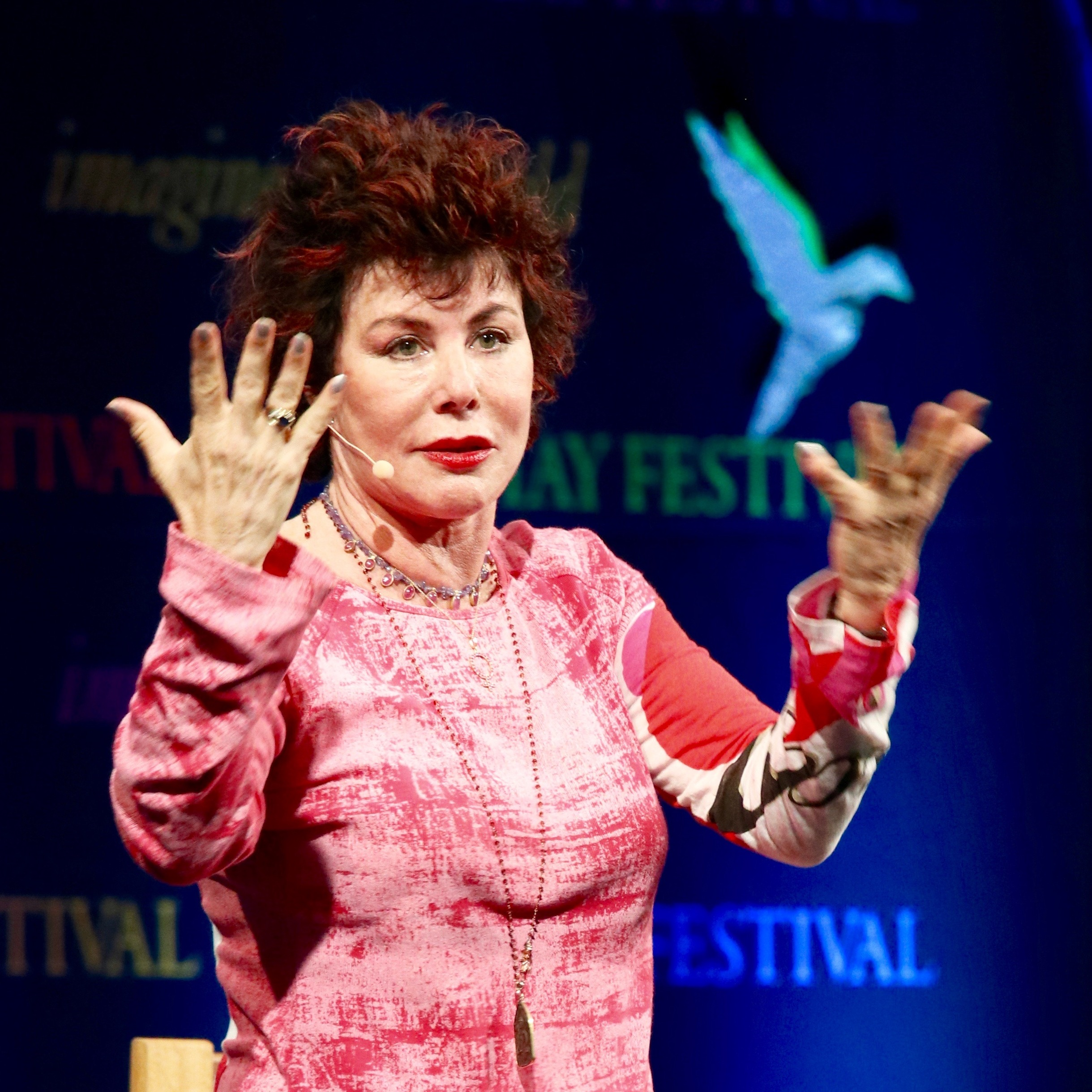
Ruby Wax, actriță

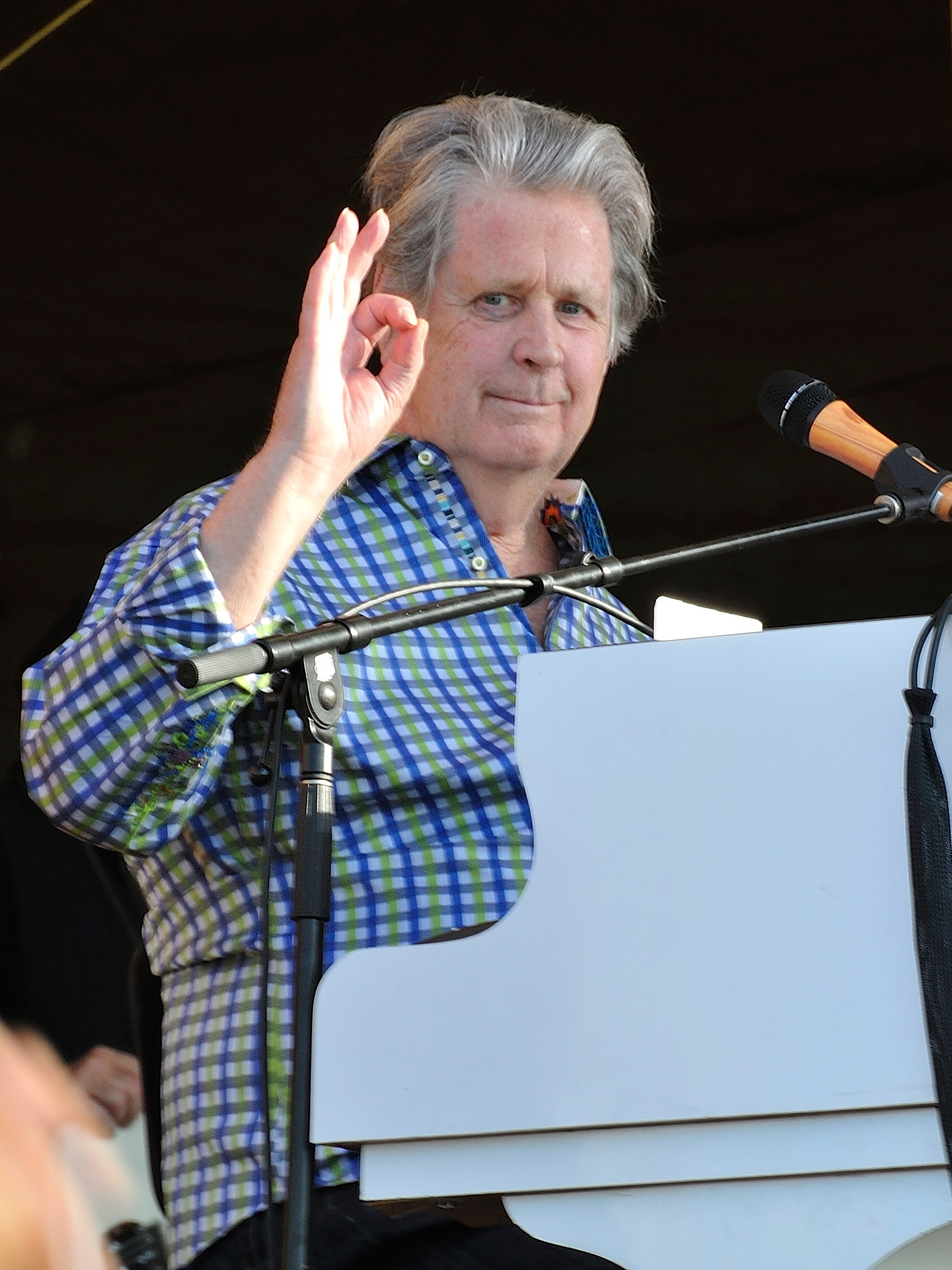
Brian Wilson, muzician

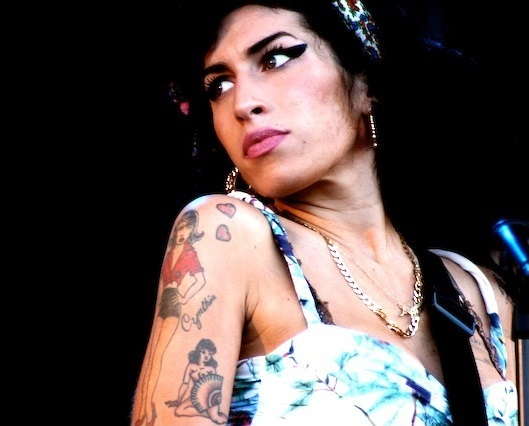
Amy Winehouse, muzician

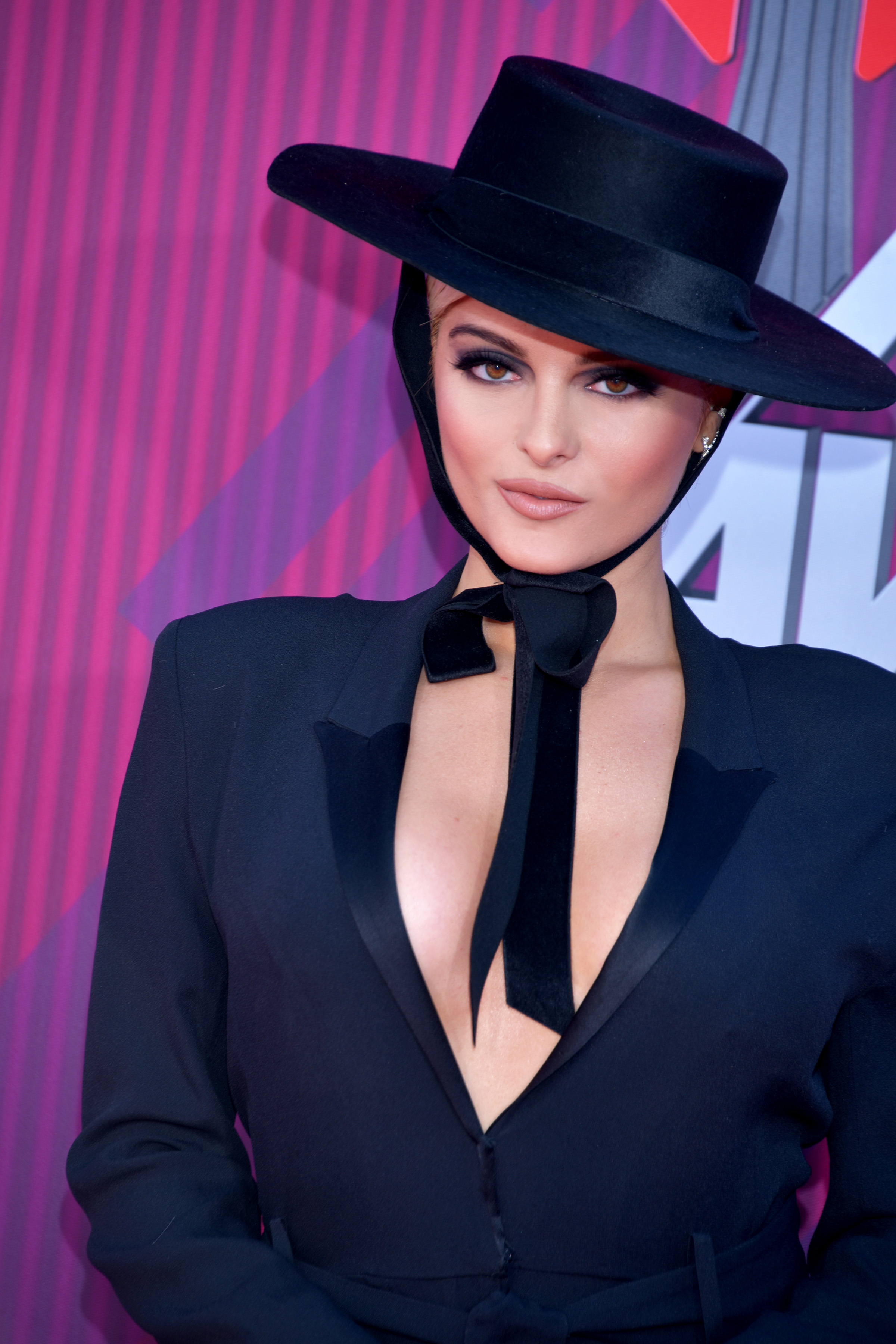
Bebe Rexha, muzician

Cuprins: Început - 0–9 A B C D E F G H I J K L M N O P Q R S T U V W X Y Z

## A
- Alvin Ailey, coregraf american, diagnosticat cu tulburare bipolară (numită atunci depresie maniacală).[1]
- Sherman Alexie, poet, scriitor și regizor nativ american.[2]
- Lily Allen, muziciană engleză.[3][4]
- Louis Althusser, filozof marxist francez.[5]
- August Ames, actriță porno canadiană.[6]
- Michael Angelakos, muzician american, lider formal al Passion Pit.[7]
- Adam Ant, muzician și actor englez.[8]
- Emilie Autumn, cântăreață și violonistă americană.[9]

## B
- Tyler Baltierra, personalitate de televiziune reality americană.[10]
- Maria Bamford, comediantă americană, a declarat într-un interviu pentru The Salt Lake Tribune că a fost diagnosticată cu tulburare bipolară tipul II.[11]
- Marcel Barbeau, artist și pictor canadian.[12]
- Maria Bello, actriță și scriitoare.[13][14]
- Helena Belmonte, model american.[15]
- Max Bemis, fruntaș al bandei Say Anything, a vorbit despre diagnosticul său într-un interviu pentru Alternative Magazine în 2014.[16]
- Maurice Benard, actor, a vorbit despre diagnosticul său la The Oprah Winfrey Show și de atunci este activ în promovarea conștientizării cu privire la tulburarea bipolară.[17]
- Benga (Adegbenga Adejumo), producător și DJ de dubstep britanic.[18]
- A. C. Benson,  eseist, poet și autor englez, al 28-lea Masterand al Colegiului Magdalene, Cambridge.[19]
- Davone Bess, jucător de fotbal american.[20]
- Jayson Blair, jurnalist american care a lucrat la The New York Times.[21]
- Paul Boyd, creator de desene animate clasic.[22]
- Ronald Braunstein, dirijor american de orchestră și co-fondator al ME2/Orchestra pentru indivizi asemenea lui care suferă de boală mentală.[23] [24]
- L. Brent Bozell Jr., activist și scriitor conservator american. A scris public despre experiențele sale cu tulburarea bipolară și redresarea acestei stări.[25]
- Russell Brand, comediant și actor britanic.[26]
- Jeremy Brett, actor englez, cunoscut pentru jucarea rolului detectivului Sherlock Holmes din serialul cu același nume produs de Granada TV, diagnosticat cu depresie maniacală.[27]
- Chris Brown, cântăreț, compozitor, rapper, dansator și actor american, Brown a fost diagnosticat cu tulburare bipolară tipul II.[28]
- Tiffany Lee Brown, scriitoare, artistă și muziciană americană, a creat lucrări care fac trimitere la diagnosticul ei cu tulburare bipolară tipul I[29][30], inclusiv compoziția „Belly”.[31]
- Frank Bruno, boxer britanic, a fost spitalizat pentru o scurtă perioadă, iar din 2005 s-a aflat sub tratament cu litium.[32][33][34]
- Barney Bubbles, artist grafic englez al cărui lucrări au constat în design grafic și videoclipuri muzicale. Bubbles s-a sinucis la 41 de ani.[35]
- Art Buchwald, umorist și câștigător al Premiului Pulitzer.[36]
- Elbridge Ayer Burbank, artist și pictor, Burbank a fost diagnosticat cu depresie maniacală și a fost tratat cu diferite utilaje pe parcursul vieții.[37]

## C
- Calaidjoglu Cornelia, scriitoare, poetă și scenaristă, diagnosticată cu Tulburare Afectivă Bipolara Tip I în 2021[38]
- Eoin Cameron, fost membru al Camerei Reprezentanților din Australia și personalitate de radio din Perth, Australia de Vest.[39][40]
- Robert Campeau, investitor și dezvoltator imobiliar canadian.[41]
- Cosmo Campoli, sculptor și profesor american.[42]
- Mariah Carey, cântăreață americană. Diagnosticată cu tulburare bipolară tipul II în 2001.[43]
- Quincy Carter, fundaș în fotbalul american.[44]
- Keisha Castle-Hughes, actriță din Noua Zeelandă nominalizată pentru Oscar.[45]
- Dick Cavett, comendiant și jurnalist de televiziune.[46]
- Eason Chan, cântăreț de muzică populară din Hong Kong.[47]
- Changjo, cântăreț, actor și dansator sud-coreean.[48]
- Akio Chiba, artist japonez de manga, s-a sinucis din cauza problemlor ce țin de tulburarea bipolară.[49][50]
- Rosemary Clooney, cântăreață și actriță americană.[51]
- Neil Cole, fost politician al Partidului Laburist din Australia. „Profesorul asociat Cole a fost primul politician din Australia sau de peste ocean care să admită că are o boală mentală, anume tulburarea bipolară.”[52]
- Samuel Taylor Coleridge, poet romantic englez.[53]
- Mary Ellen Copeland, PhD, autoare, educatoare și susținătoare activă a sănătății mentale.[54]
- Francis Ford Coppola, regizor, producător de film și scenarist american, a fost diagnosticat de un psihiatru cu tulburare bipolară.[55]
- Patricia Cornwell, scriitoare americană de romane pe teme criminalistice.[56][57]
- Robert S. Corrington, filozof american și profesor de teologie filozofică. În cartea sa Riding the Windhorse: Manic-Depressive Disorder and the Quest for Wholeness,[58] și-a relatat propria experiență cu privire la condiție.
- Michael Costa, fost politician al Partidului Laburist din Australia și Trezorier al NSW. „Dl Costa a spus că un număr de colegi parlamentari l-au abordat cu privire la problemele lor de sănătate mentală după ce a făcut publică bătălia sa cu tulburarea bipolară în 2001.”[59]
- Sean Costello, muzician american de blues.[60]
- Vincent Crane, jucător pe tastatură al Atomic Rooster.[61]
- John Curtin, al 14-lea prim-ministru al Australiei (1941–1945).[62]

## D
- Paul Dalio, scriitor, regizor și compozitor american. Și-a făcut debutul regizorial cu Touched with Fire (2016), film care a avut la bază propria experiență cu tulburarea bipolară.[63]
- Ray Davies, compozitor englez. Davies a fost diagnosticat cu tulburare bipolară și a încercat să se sinucidă.[64]
- Adam Deacon, actor de film, rapper, scriitor și regizor englez. Deacon a vorbit despre diagnosticul său într-un interviu din 2016 cu Stephen Fry.[65]
- Swadesh Deepak, dramaturg, romancier și scriitor de nuvele indian.[66]
- Disco D, compozitor și producător muzical.[67]
- DMX, rapper și actor american.[68]
- Gaetano Donizetti, compozitor italian, Donizetti a expus simptome de sifilis și probabil de tulburare bipolară.[69]
- Mike Doughty, cântăreț al bandei de rock alternativ Soul Coughing.[70][29]
- Richard Dreyfuss, actor, a apărut într-un documentar BBC pentru a vorbi despre experiența sa cu tulburarea.[71]
- Patty Duke, actriță, autoare și susținătoare activă a sănătății mentale.[72]

## E
- Thomas Eagleton, senator american din Missouri. A fost diagnosticat în mod confidențial cu tulburare bipolară tipul II în 1983.[73][74]
- Mihai Eminescu, poet, prozator și jurnalist român. Considerat poet național al românilor. Potrivit unui psihiatru, a avut sindrom bipolar.[75]

## F
- David Feherty, fost jucător de golf profesionist, participant la Turul European și Turul PGA.[76]
- Carrie Fisher, actriță și scriitoare. A jucat în Războiul stelelor ca Leia Organa.[71][77]
- Zelda Fitzgerald, persoană cu poziție socială importantă și romancieră americană, soție a autorului american F. Scott Fitzgerald, diagnosticat la timpul său cu schizofrenie, dar este mai probabil că a avut tulburare bipolară.[78]
- Helen Flanagan, model, actriță engleză.[79]
- Tom Fletcher, cântăreț, compozitor, pianist și ghitarist englez, membrul al formației McFly, a scris despre tulburarea sa bipolară în cartea Unsaid Things... Our Story.[80][81]
- Larry Flynt, editor și președinte al Larry Flynt Publications (LFP).[82]
- Ellen Forney, artist grafic, caricaturist și creator al Marbles: Madness, Depression, Michelangelo, and Me.[83]
- Connie Francis, cântăreț.[84]
- Jennifer Frey, jurnalist.[85]
- Stephen Fry, actor, comediant și scriitor. Fry a fost centrul al documentarului câștigător al Premiului Emmy Stephen Fry: The Secret Life of the Manic Depressive în care își exprimă experiența sa de persoană diagnosticată cu tulburare ciclotimică și intervievează un număr de celebrități care de asemenea sunt diagnosticate cu tulburări legate de bipolaritate.[71]
- Sia Furler, cântăreață și compozitoare australiană.[86]

## G
- Alan Garner, romancier, a scris despre faptul că ar avea tulburare bipolară într-o colecție de eseuri critice și autobiografice.[87][88]
- Paul Gascoigne, fotbalist englez, a scris despre tratamentul său pentru tulburare bipolară în cea de-a doua carte a sa.[89]
- Isa Genzken, artist contemporan german.[90]
- Mel Gibson, actor și regizor.[91]

• Selena Gomez, actriță și cântăreață
- Matthew Good, muzician canadian. Și-a dezvăluit pentru prima dată boala pe un blog personal.[92]
- Glenn Gould, pianist canadian.[93]
- Philip Graham, director de ziar și afacerist.[94][95]
- Graham Greene, romancier englez.[96][97][98]

## H
- Charles Haley, linebacker în fotbalul american.[99]
- Terry Hall, solistă a trupei The Specials.[100][101]
- Halsey, cântăreață de indie pop.[102]
- Charles Hamilton, muzician american de hip hop.[103]
- Linda Hamilton, actriță, stea a filmelor Terminator. A fost diagnosticată la vârsta de 40 de ani.[104]
- Suzy Favor Hamilton, alergătoare pe distanță medie americană.[105]
- Jeff Hammerbacher, savant de date, savant de seamă și cofondator al Cloudera.[106]
- David Harbour, actor american.[107]
- Anthony Hardy, ucigaș în serie englez.[108]
- Beth Hart, cântăreață și compozitoare americană.[109]
- Teddy Hart, luptător profesionist canadian.[110]
- Mariette Hartley, actriță americană, a vorbit public despre tulburarea sa bipolară, a fost fondator al Fundației Americane pentru Prevenirea Sinuciderii.[111][112]
- Doug Harvey, jucător profesionist canadian de hochei pe gheață.[113]
- Jonathan Hay, fotbalist după reguli australiene.[114]
- Ernest Hemingway, jurnalist american, a câștigat Premiul Pulitzer (1953) și Premiul Nobel pentru Literatură (1954) pentru romanul său „Bătrânul și marea”; a fost diagnosticat cu tulburare bipolară și insomnie în anii săi târzii. S-a sinucis în 1961.[115][116][117]
- Drewe Henley, actor britanic, despre Henley și boala sa s-a scris în autobiografia sa White Cargo.[118]
- Kristin Hersh, muzician, membru al trupei rock Throwing Muses, a vorbit despre tulburarea sa bipolară.[119]
- Derek Hess, designer și artist vizual.[120]
- Shane Hmiel, șofer NASCAR.[121]
- Abbie Hoffman, activit politic, anarhist.[122]
- Marya Hornbacher, scriitoare.[123]
- Byron Houston, jucător de baschet.[124]
- Cat Hulbert, jucătoare de cărți americană.[125]
- Meg Hutchinson, cântăreț și compozitor popular american.[126]
- Julian Huxley, biolog evoluționist, eugenist și internaționalist britanic. Din autobiografia soției sale pare că a avut o formă de tulburare bipolară.[127][128]

## J
- Jesse Jackson, Jr., fost membru al Camerei Reprezentanților a Statelor Unite, a declarat că a fost diagnosticat cu tulburare bipolară tipul II.[129]
- Kay Redfield Jamison, psiholog clinic american, profesoară de psihiatrie și scriitoare, a scris pe larg despre experiențele sale personale cu tulburarea bipolară, inclusiv în An Unquiet Mind.[130]
- Jang Geun-seok, actor sud-coreean.[131]
- Jill Janus, cântăreț american de heavy metal.[132]
- Adam Jasinski, câștigător al seriei americane Big Brother 9.[133]
- Andrew Johns, jucător australian de rugby league. Și-a anunțat public condiția înainte de a se pensiona.[134]
- Daniel Johnston, muzician, cântăreț, compozitor și artist vizual.[135]
- Lee Joon, actor și muzician coreean.[136]
- Lucia Joyce, fiică a scriitorului James Joyce, a fost diagnosticată cu ciclotimie.[137]
- Sarah Joyce, cântăreață și compozitoare britanică.[138]
- Helmi Juvonen, artistă și pictoriță americană, spitalizată și diagnosticată cu depresie maniacală.[139]

## K
- Krizz Kaliko, muzician american de hip hop.[140]
- Antonie Kamerling, actor olandez.[141]
- Chris Kanyon, luptător profesionist american.[142]
- Kerry Katona, prezentatoare de televiziune, scriitoare, autoare de editoriale pentru reviste și fostă cântăreață pop pentru trupa de fete Atomic Kitten.[143]
- Patrick J. Kennedy, fost membru al Camerei Reprezentanților a Statelor Unite, a vorbit despre problemele sale de sănătate mentală, inclusiv diagnosticul cu tulburare bipolară.[144]
- Margot Kidder, actriță americană.[145][146]
- Morio Kita, psihiatru, romancier și eseist japonez.[147]
- Otto Klemperer, dirijor și compozitor american născut în Germania, diagnosticat cu ciclotimie.[148]
- Cássia Kis, actriță braziliană.[149]
- John Konrads, înotător în stil liber australian.[150]

## L
- David LaChapelle, fotogaf comercial american, fotograf de artă fină, director în producția de videoclipuri muzicale, regizor și artist.[151]
- Mary Lambert, actriță, cântăreață și scriitoare americană, a dezvăluit că are boala într-un interviu pentru shewired.com[152] și în cântecul ei din 2014 „Secretele”.
- Debra LaFave, profesoară de școală care a avut relații sexuale cu un elev minor.[153]
- Andrew Lange, astrioficiziacian și Profesor Goldberger de Fizică la California Institute of Technology din Pasadena, California, a fost premiat cu Premiul Balzan și Premiul Dan David. S-a sinucis într-un hotel în 2010.[154]
- René-Robert Cavelier de La Salle, explorator francez care a explorat regiunea Marilor Lacuri și revendicat bazinul râului Mississippi pentru Franța.[155]
- AJ Lee, luptător profesionist și autor american.[156]
- Yoon Ha Lee, scriitor coreean american de science fiction.[157]
- Lee Joon, cântăreț și actor sud-coreean.[158]
- Vivien Leigh, actriță engleză, renumită în special pentru rolul lui Scarlett O'Hara din filmul lui David O. Selznick Gone With The Wind.[159]
- Jenifer Lewis, actriță americană,  a vorbit despre diagnosticul ei la emisiunea Oprah în septembrie 2007.[160]
- Bill Lichtenstein, jurnalist și creator de filme documentare, profilat în revista Time, 10 octombrie 1994.[161]
- Thomas Ligotti, autor american de horror[162]
- Arthur Lipsett, regizor.[163]
- Bernard Loiseau, bucătar-șef francez, a fost șef și proprietar al restaurantului de 3 stele La Côte d'Or Michelin; Loiseau s-a sinucis pe 24 februarie 2003.[164][165]
- Ellen Joyce Loo, cântăreț și compozitor din Hong Kong.[166]
- Demi Lovato, actriță, cântăreață și scriitoare americană, și-a dezvăluit boala în aprilie 2011 într-un interviu pentru revista People.[167][168]
- Ada Lovelace, matematician britanic, adesea văzut ca primul programator de computer.[169][170]
- Ris Low, câștigătoare a concursului de frumusețe Miss Singapore World 2009.[171]

## M
- Gustav Mahler, compozitor.[172]
- Tina Malone, actriță de televiziune, scriitoare, regizoare și directoare de film (Brookside, Shameless) britanică. Diagnosticată cu tulburare obsesiv-compulsivă și tulburare bipolară în 1998.[173][174]
- Elizabeth Manley, sportiv canadian, participant la competiții de patinaj artistic.[175]
- Johnny Manziel, jucător de fotbal american. Într-un interviu din 2018, Manziel a relatat despre problemele sale personale și a declarat că a fost diagnosticat cu tulburare bipolară.[176]
- Jessica Marais, actriță sud-africană-australiană. A declarat că are episoade bipolare de la vârsta de 12 ani, sugerând că aceste episoade au fost cauzate de decesul tătălui ei în urma unui accident vascular.[177][178]
- Emily Martin, sinoloagă, antropoloagă, feministă, profesoară la New York University; s-a bazat pe experiența sa cu tulburarea bipolară pentru a scrie Bipolar Expeditions: Mania and Depression in American Culture.[179]
- Karen McCarthy, fost membru a Camerei Reprezentanților a Statelor Unite ale Americii, s-a descoperit că a fost diagnosticată cu tulburare bipolară în 2009.[180]
- Arthur McIntyre, artist australian.[181]
- Kristy McNichol, actriță.[182]
- Burgess Meredith, actor, a avut ciclotimie.[183]
- Randy Meisner, muzician american.[184]
- H. V. Meyerowitz, artist, educator și administrator colonial britanic în Africa, a avut ciclotimie.[185]
- Dimitri Mihalas, astrofizician.[186]
- Liz Miller, medic, chirurg și scriitoare britanică.[187]
- Kate Millet, artistă, activistă și scriitoare feministă.[188]
- Eric Millegan, actor.[189]
- Spike Milligan, comediant.[190]
- Valdemar Schønheyder Møller, pictor danez, cunoscut pentru pictarea luminii soarelui. A avut episoade bipolare. În 1901, a fost internat într-un spital de psihiatrie din Aarhus și a rămas acolo până la moartea sa în 1905.[191]
- Melody Moezzi, activistă, juristă și autoare a Haldol and Hyacinths: A Bipolar Life.[192]
- Seaneen Molloy, blogger nord-irlandez.[193]
- Ben Moody, ghitarist, muzician, a fost membru al trupei rock Evanescence.[194]
- Jonathan Morrell, jurnalist englez de radio și televiziune; a fost diagnosticat cu ciclotimie.[195]
- Charles Mount, artist american.[196]
- Allison Moyet, cântăreață engleză și fostă membră a trupei Yazoo.[197]
- Petr Muk, cântăreț ceh.[198]
- John A. Mulheren, investitor, afacerist și filantrop american.[199]
- Edvard Munch, pictor norvegian.[200]
- Robert Munsch, autor.[201]
- Craig Murray, fost ambasador al Regatului Unit în Uzbekistan și activist politic.[202]

## N
- Kim Novak, actriță.[203]
- Jason Nash, YouTuber.[204]

## O
- Phil Ochs, muzician.[205]
- Bill Oddie, naturalist, comediant și prezentator de televiziune.[206]
- Dolores O'Riordan, muzician și cântăreț compozitor irlandez, lider al bandei de rock The Cranberries.[207]
- Craig Owens, cântăreț pentru trupele americane Chiodos și Destroy Rebuild Until God Shows.[208]

## P
- Steven Page, fost cântăreț al trupei de rock Barenaked Ladies.[209]
- Nicola Pagett, actor. A scris despre tulburarea sa bipolară în autobiografia sa Diamonds Behind My Eyes.[210]
- Chris Palko, cunoscut mai bine după numele său de scenă Cage, a fost diagnosticat cu tulburare bipolară în timp ce era internat la Spitalul Stony Lodge [211]
- Jaco Pastorius, muzician de jazz.[212]
- Jane Pauley, prezentatoare TV și jurnalistă. Fosta gazdă a emisiunilor TV Today și Dateline mărturisește că a fost diagnosticată cu tulburare bipolară în autobiografia sa din 2004 Skywriting: A Life Out of the Blue, precum și în talk-show-ul ei cu viață scurtă.[213][214]
- Ota Pavel, scriitor, jurnalist și reporter sportiv ceh.[215]
- Lynne Perrie, actriță engleză (Coronation Street, Queenie's Castle, Kes), cântăreață, comediantă, prezentatoare și autoare. ÎNtr-un interviu pentru ziarul Daily Mirror din 2000 a vorbit despre depresia sa maniacală, precum și despre pierderi de memorie și faptul că a petrecut zece luni într-un spital de psihiatrie.[216]
- Jimmy Piersall, jucător de baseball american.[217]
- William Pitt, om de stat și prim-ministru britanic.[218]
- Edgar Allan Poe, poet și scriitor, probabil că a experimentat tulburarea bipolară.[219][220][221]
- Benoît Poelvoorde, comediant și actor belgian.[222]
- Jackson Pollock, artist american.[200]
- Odean Pope, American jazz musician.[223]
- Gail Porter, prezentator TV britanic.[224]
- Amber Portwood, personalitate americană de televiziune reality.[225]
- Emil Post, matematician și logician american. Este cel mai bine cunoscut pentru lucrul său în domeniu care în cele din urmă a devenit cunoscut ca  teoria calculabilității. Post a fost bipolar și a avut primul atac în 1921, iar în restul vieții sale a fost spitalizat periodic și a fost tratat cu electroșoc, tratament standard în acele vremuri.[226][227]
- Genesis Potini, șahist din Noua Zeelandă. Potini a avut tulburare bipolară și a fost spitalizat în mod regulat.[228]
- Heinz Prechter, antreprenor, filantrop, fondator al American Sunroof Company (ASC); după ce s-a sinucis, familia s-a a înființat Heinz C. Prechter Bipolar Research Fund la Universitatea din Michigan în memoria sa.[229]
- Charley Pride, artist de muzică country.[230]

## R
- Gabriele Rabel, botanist, fizician.[231]
- Mauro Ranallo, crainic și comentator sportiv canadian.[232]
- Lou Reed, muzician.[233]
- Bebe Rexha, cântăreață, compozitoare.[234]
- Jason Ricci, cântăreț și muzician la armonică american.[235]
- Lynn N. Rivers, membră a Camerei Reprezentanților a Statelor Unite ale Americii reprezentând al 13-lea district congresional din Michigan din 1995 până în 2003, primul membru bipolar declarat al Congresului Statelor Unite.[73]
- Rene Rivkin, antreprenor.[236]
- Barret Robbins, fost Pro Bowler în NFL.[237]
- Svend Robinson, politician canadian, a fost diagnosticat cu ciclotimie.[238]
- John Ruskin, critic de artă din epoca victoriană, pictor, gânditor social proeminent și filantrop englez.[239]
- Rene Russo, actriță, producătoare și fost model american.[240]

## S
- Gary Lee Sampson, ucigaș american.[241]
- Francesco Scavullo, artist, fotograf de modă. În 1981, după patru căderi nervoase Scavullo a fost diagnosticat cu depresie maniacală.[242]
- Robert Schumann, compozitor german.[243][244][245]
- Reggie Sears, artist, muzician, cântăreț, compozitor, producător american.[246]
- Tommy Lynn Sells, ucigaș în serie american.[247]
- Anne Sexton, poet american câștigător al Premiului Pulitzer pentru poezie în 1967 pentru cartea sa Live or Die, diagnosticat cu tulburare bipolară după mai multe încercări de sinucidere.[248]
- Frances Ford Seymour, mama lui Jane și Peter Fonda.[249]
- Paul Sharits, artist vizual.[250]
- Nina Simone, cântăreață americană.[251]
- Naomi Sims, model american, afaceristă și autoare, creditată pe larg ca fiind primul supermodel afro-american.[252]
- Frank Sinatra, cântăreț și doctor american.[253]
- Yo Yo Honey Singh, rapper, producător de muzică, cântăreț și actor de film indian.[254]
- Amy Sky, compozitor canadian.[255]
- Michael Slater, jucător de cricket australian participant la competiții internaționale, nevoit să se retragă din cauza simptomelor legalte de bipolaritate.[256][257]
- Tony Slattery, actor and comediant. „Am închiriat o magazie mare lângă râul Thames. Doar am stat acolo de unul singur, n-am deschis poșta și n-am răspuns la telefon timp de luni și luni și luni. Eram doar într-un iaz de disperare și manie.”[71]
- Harry Smith, olimpic american.[258]
- Tim Smith, jucător de rugby league a cărui carieră sportivă s-a terminat din cauza condiției bipolare și a presiunii din partea media.[259]
- Charlene Soraia, cântăreață compozitoare, muziciană, are ciclotimie.[260]
- Alonzo Spellman, jucător de fotbal american.[261]
- Dusty Springfield, cântăreață engleză de pop.[262][263]
- Scott Stapp, fruntaș al trupei de rock Creed.[264]
- Peter Steele, fruntaș al trupei Type O Negative.[265][266]
- Brody Stevens, comediant american.[267]
- David Strickland, actor la Suddenly Susan.[268][269]
- Michael Strunge, poet danez, s-a sinucis sărind de pe o clădire în timpul maniei.[250]
- Gilbert Stuart, pictor american.[270]
- Poly Styrene (numele adevărat Marion Elliot-Said), cântăreață.[271]
- Stuart Sutherland, psiholog și scriitor britanic.[272]
- Matthew Sweet, cântăreț compozitor american.[273][274]

## T
- Michael Thalbourne, psiholog și parapsiholog australian.[275]
- Abbott Handerson Thayer, artist și pictor american.[276][277]
- Debi Thomas, medaliat olimpic pentru patinaj artistic și medic.[278]
- Steven Thomas, antreprenor american.[279][280]
- Ron Thompson, politician american, fost membru al Casei Delegaților din Virginia de Vest; are tulburare bipolară tipul II.[281]
- Gene Tierney, actriță, nominalizată pentru Premiul Oscar pentru cea mai bună actriță (1945).[282]
- Devin Townsend, muzician al trupelor Strapping Young Lad și The Devin Townsend Band. A renunțat la medicație pentru a scrie versurile pentru Alien.[283]
- Nick Traina, cântăreț american, fiul scriitorului american de bestsellere Danielle Steel.[284]
- Timothy Treadwell, ecologist american și entuziast al urșilor, subiect al fimului documentar apărut în 2005 al lui Werner Herzog intitulat Grizzly Man.[285][286]
- Margaret Trudeau, celebritate canadiană și fostă soție a fostului prim-ministru al Canadei Pierre Elliot Trudeau. Acum călătorește prin Canada și alte țări vorbind împotriva stigmatizării bolilor mentale.[287]
- Michael Tunn, crainic de radio și prezentator TV australian.[288]
- Ted Turner, afacerist american în zona media. Fondator al CNN.[289]

## U
- Dimitrius Underwood, fost jucător de fotbal american.[290]

## V
- Jean-Claude Van Damme, actor și artist marțial belgian.[291]
- Vincent van Gogh, artist.[292][293][294] (printre numeroase alte ipoteze, printre care cea că ar fi fost schizofrenic)
- Townes Van Zandt, cântăreț compozitor.[295]
- Joseph Vásquez, regizor independent american.[296]
- Eric Victorino, cântăreț din trupa The Limousines, autor.[297]
- Byron Vincent, scriitor și crainic.[298]
- Mark Vonnegut, autor.[299]

## W
- James Wade, jucător de darts profesionist englez.[300]
- Ayelet Waldman,  romancieră și eseistă israelo-americană, a scris despre tulburarea ei bipolară tipul II.[301]
- David Walliams, actor, comediant, autor și strângător de fonduri în scopuri caritabile.[302]
- Tom G. Warrior, solist și ghitarist pentru trupele heavy metal Celtic Frost, Apollyon Sun și Triptykon.[303]
- Ruby Wax, actriță americană, susținătoare activă al sănătății mentale, conferențiară și autoare.[304]
- Scott Weiland, muzician pentru trupele Stone Temple Pilots, Velvet Revolver.[305]
- Pete Wentz, muzician pentru Fall Out Boy.[306]
- Delonte West, jucător de baschet american.[307]
- Kanye West, muzician, antreprenor și designer de modă.[308]
- Norman Wexler, scenarist.[309]
- Mark Whitacre, director de business înfățișat în filmul Informatorul!.[310]
- Norbert Wiener, matematician, filozof, inițiator al ciberneticii.[311][312]
- Brian Wilson, muzician și membru fondator al The Beach Boys.[313]
- Amy Winehouse, cântăreață și compozitoarea engleză.[314]
- Jonathan Winters, comediant, actor, autor și artist american.[315]
- Frank Wisner, ofițer OSS.[316]

## Y
- Lee Thompson Young, actor.[317]
- Bert Yancey, jucător american de golf profesionist.[318]

## Z
- Bruno Zehnder, fotograf elvețian.[319]
- Catherine Zeta-Jones, actriță galeză, are tulburare bipolară tipul II.[320]